# Ion Antonescu
Ion Antonescu (n. 2 iunie 1882, Pitești, România – d. 1 iunie 1946, Jilava, Ilfov, România) a fost un ofițer de carieră (mareșal) și politician român, șeful Biroului Operațiilor din Marele Cartier General al Armatei în Primul Război Mondial, atașat militar la Londra și Paris, comandant al Școlii Superioare de Război, șef al Marelui Stat Major și ministru de război. În 1940, cu colaborarea pasivă a Regelui Mihai I s-a autoavansat la gradul de mareșal apoi, s-a autointitulat „Conducătorul Statului”. Din 4 septembrie 1940, până în 23 august 1944 a fost cel de-al 43-lea prim-ministru al României.
Regele Carol al II-lea, la propunerea lui Horia Sima, șeful Mișcării Legionare, l-a numit președinte al Consiliului de Miniștri. Antonescu, în urma situației conflictuale mai vechi cu Carol al II-lea și în contextul pierderilor teritoriale ale României din anul 1940, l-a constrâns pe rege să abdice în favoarea foarte tânărului principe moștenitor Mihai. După Rebeliunea legionară din 21–23 ianuarie 1941, Antonescu a desființat Statul Național-Legionar - cu care partidele democrate refuzaseră să colaboreze - și a girat singur exercitarea puterii de stat, ca dictator, și responsabil pentru atrocitățile comise împotriva evreilor și romilor în România și în teritoriile controlate de statul român.
Ion Antonescu a decis intrarea României în Al Doilea Război Mondial de partea puterilor Axei, pe baza promisiunilor lui Adolf Hitler că teritoriile românești pierdute în 1940 ca urmare a Dictatului de la Viena și Pactului Ribbentrop-Molotov vor fi retrocedate României. Politica sa externă s-a dovedit a fi profund falimentară și, finalmente, el nu a reușit să recupereze nimic din teritoriile cedate Uniunii Sovietice, Ungariei și Bulgariei.
Față de evidența că războiul antisovietic este pierdut, Antonescu a fost demis de la conducerea statului de către Regele Mihai I, prin lovitura de stat de la 23 august 1944, arestat, apoi deținut în Uniunea Sovietică. La 17 mai 1946 a fost condamnat la moarte pentru crime de război de Tribunalul Poporului din București. La 1 iunie 1946 a fost executat prin împușcare la închisoarea Jilava.

## Date biografice
Ioan Antonescu, cunoscut sub numele Ion Antonescu, s-a născut la 2/14 iunie 1882, la Pitești, într-o familie de militari. Conform opiniei istoricilor Neagu Djuvara și Ion Teodorescu (ultimul, în calitate de cercetător al istoriei albanezilor din România), acesta ar fi avut origini albaneze.
Tatăl său, Ioan Antonescu, fiul lui Anton Vasiliu, născut pe data de 29 iunie 1853 la București și al Sultanei, s-a căsătorit la 27 ianuarie 1879 cu Chiriachița Dobrian din Pitești. La 6 iulie 1870 era soldat în cadrul Regimentului 1 Artilerie, devine brigadier la 8 aprilie 1871, sergent la 1 ianuarie 1872 și sergent major la 15 august 1873. La 1 octombrie 1874 devine sublocotenent în cadrul Regimentului 1 Roșiori. A participat la Războiul de Independență fiind recompensat cu medaliile „Apărătorii Independenței”, „Crucea Trecerii Dunării”, „Medalia Comemorativă Rusă” și Ordinul „Stanislav” clasa a III-a. Este transferat la 16 iunie 1879 în cadrul Regimentului 2 Călărași unde este avansat locotenent la 8 aprilie 1881. Pe 15 octombrie 1884 este mutat la Regimentul 10 Călărași. La 16 septembrie 1886 este transferat la Brigada Călărași Constanța unde este avansat căpitan la 16 aprilie 1889. Revine la Regimentul 1 Roșiori pe 1 aprilie 1893, iar la 1 aprilie 1896 este transferat la Regimentul 6 Roșiori. La 1 octombrie 1899 este mutat la Miliție în cadrul Corpului 3, iar la 30 martie 1900 este trecut în rezervă de la Regimentul 6 Roșiori. La 1 iulie 1900 apare în evidența Diviziei a 5-a.
Mama sa, Chiriachița, fiica lui Gheorghe Dobrian, s-a născut la 18 martie 1862 în Pitești. În urma căsătoriei au rezultat doi copii: o fată, care s-a căsătorit cu locotenentul (mai târziu, generalul) Ștefan Panaitescu, și un băiat, Ioan Antonescu.
Tatăl său a divorțat de mama sa și s-a recăsătorit cu evreica Frieda, născută Cuperman sau Kuppermann. După moartea acestuia, Frieda și-a reluat numele de Cuperman, rezistând protestelor și insistențelor fiului ei vitreg.
Antonescu a fost coleg de clasă cu viitorul lider al comunității evreiești, Wilhelm Filderman.
În 1928, la vârsta de 45 de ani, Ion Antonescu s-a căsătorit cu Maria Niculescu, zisă „Rica”, fiica Anghelinei și a căpitanului Teodor Niculescu, din Calafat și văduva lui Gheorghe Cimbru, ofițer de poliție, decedat în 1919, cu care avusese un fiu (Gheorghe, handicapat post-poliomielită, decedat în 1944). După moartea lui Cimbru, Maria a plecat la Paris, unde s-a recăsătorit, în iulie 1919, cu bijutierul francez-evreu Guillaume Auguste Joseph Pierre Fueller. După șapte ani de căsnicie, Maria a divorțat de Fueller, dar divorțul a fost contestat. Mareșalului Antonescu i se intentează un proces de bigamie, inspirat probabil de persoane din anturajul regal (Mihail Moruzov).

## Cariera
După absolvirea claselor primare (1890-1894) și a primelor patru clase de liceu (1894-1898), a urmat Școala fiilor de militari Craiova (1898-1902). A luat premiul I în fiecare an, iar la terminarea școlii numele său a fost înscris pe placa de onoare ca șef de promoție.
Atras din liceu de arma cavaleriei a urmat Școala militară de infanterie și cavalerie din București (1902-1904) pe care a absolvit-o ca șef de promoție cu numele înscris pe placa de onoare. A fost înaintat la gradul de sublocotenent și repartizat la Regimentul I Roșiori.
Este selecționat și trimis să urmeze Școala specială de cavalerie Târgoviște (1905-1906). După absolvirea ei revine la Regimentul I Roșiori.
S-a distins în timpul Răscoalei din 1907 când, în fruntea unei subunități a regimentului, a oprit intrarea țăranilor răsculați în Galați. O parte din istorici susțin că Antonescu a fost un comandant violent în timpul răscoalei, în timp ce alții sunt de părere că avea un comportament similar cu cel al celorlalți ofițeri participanți. Cert este că a fost felicitat de inspectorul general al cavaleriei, prințul moștenitor Ferdinand.
În data de 12 martie 1907, tânărul sublocotenent Ion Antonescu a ordonat la Galați deschiderea focului împotriva unui grup de 200 de țărani aflați în drum spre negocieri la oraș, ceea ce s-a soldat cu moartea a 12 oameni din grupul de țărani. A fost avansat locotenent în 1908. A absolvit Școala superioară de război din București (1911-1913) cu gradul de căpitan.
Urmează Școala superioară de război București (1909-1911), apoi un stagiu la Marele Stat Major (1911-1912) și Școala de observatori aerieni (1912-1913). După Primul Război Mondial a urmat un stagiu de pregătire la Academia militară Saint-Cyr din Franța.

### Al Doilea Război Balcanic
În timpul celui de-Al Doilea Război Balcanic a fost șef al biroului operații al Diviziei 1 Cavalerie. Între 1 noiembrie 1914 și 1 aprilie 1915 a funcționat la Școala de ofițeri de cavalerie. Până la intrarea României în război a îndeplinit funcția de șef birou  operații în statul major al Corpului IV Armată.

### Primul Război Mondial

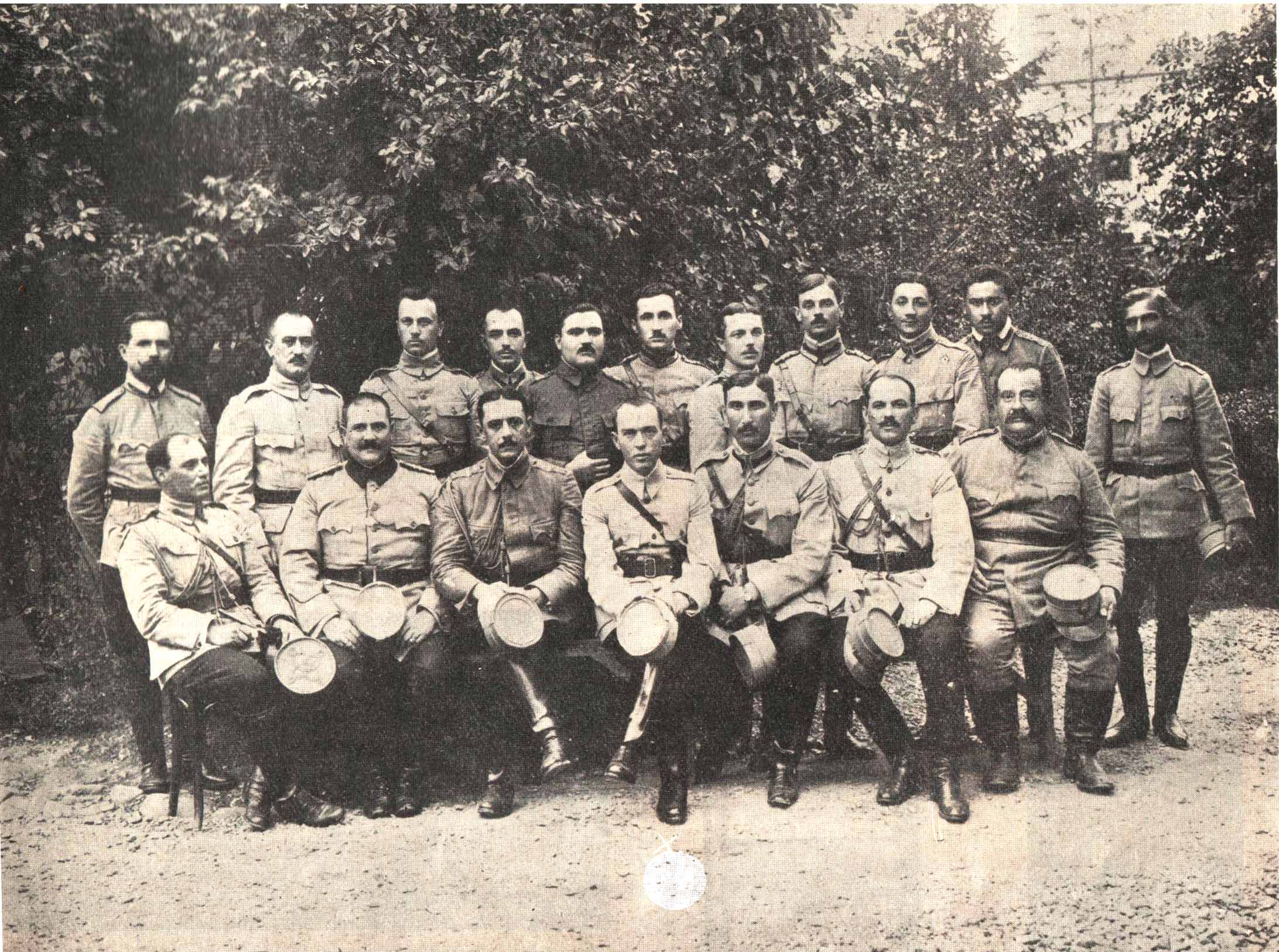
Ion Antonescu în anul 1918 (rândul de jos, în centru), alături de ofițerii din Secția Operațiuni a Marelui Cartier General Român

La începutul războiului a fost numit șeful biroului de operații al Armatei de Nord. La 1 noiembrie 1916 este avansat la gradul de maior și apoi numit șeful biroului de operații al Armatei I.
În acest război, Antonescu și-a câștigat reputația de comandant militar priceput și pragmatic, executant meticulos și dur. Duritatea sa i-a adus porecla de „câinele roșu”, ce provenea de la părul său blond spre roșcat.
Pentru contribuția la cucerirea Budapestei și înfrângerea Armatei Roșii ungare (1919), locotenent-colonelul Ion Antonescu a fost decorat cu Ordinul Mihai Viteazul clasa a III-a (Decretul Regal nr. 5454 din 31 decembrie 1919).
Antonescu și-a început și activitatea politică în 1919, cu ocazia Conferinței de Pace de la Paris. A publicat un studiu cu caracter naționalist, intitulat Românii. Origina, trecutul, sacrificiile  și drepturile lor (București, 1919), descris de el ca o"foarte sumară și rapidă examinare a drepturilor în baza cărora România va trebui sa iasă de la conferința de pace cu granițele pentru care a sângerat și la care a aspirat neîntrerupt mai bine de zece secole". Această lucrare susținea vehement pretențiile teritoriale ale României asupra întregii regiuni a Banatului (așa cum fusese promisă României prin tratatul din august 1916, încheiat cu ocazia intrării României în Primul Război Mondial de partea Antantei), pretenții exprimate de România la Conferința de Pace prin prim-ministrul Ion I.C. Brătianu, Antonescu susținând că în viitor nu era exclus un posibil conflict armat în acest sens [al anexării Banatului de către România].
În martie 1920, noul prim-ministru generalul Averescu l-a propus pe Antonescu ca atașat militar la Paris. Propunerea a fost respinsă în urma raportului nefavorabil al observatorului militar al Franței la București, generalul Victor Pétin, care îl descria drept personalitate negativă, „extrem de orgolios, șovin și xenofob”. Postul a fost acordat colonelului Șuțu, care l-a deținut până în 1922, când acesta a părăsit Franța și postul i-a revenit lui Antonescu (între 1922 și 1923), de data aceasta fără opoziție.
Între 1923 și 1926, Antonescu a fost atașatul militar al României în Franța, Regatul Unit și Belgia.
După reîntoarcerea în România a fost numit comandantul Școlii Superioare de Război (1927-1930), secretar general al Ministerului Apărării Naționale (1928), subșef al Marelui Stat Major al armatei (1933-1934), promovat la 25 decembrie 1937 general de divizie și după trei zile, numit ministru al Apărării în guvernul de 44 de zile al lui Octavian Goga (1937-1938).
Ion Antonescu a făcut parte din delegațiile României la o serie de conferințe internaționale: Paris (1921), Londra (1924), Geneva (1924 și 1933) și l-a însoțit pe Nicolae Titulescu la unele reuniuni diplomatice importante din acea perioadă, cum a fost aceea a reparațiilor.
În urma unei afirmații vexatorii la adresa lui Carol al II-lea - „și-a clamat notoriu moralitatea prin refuzul de a se așeza la masă cu regele acompaniat de Elena Lupescu, pe motiv că nu stă la masă alături de-o c... (metresă), deși el însuși își alesese o femeie încă măritată, pe  Maria Fueller, înainte ca aceasta să fi fost divorțată” - a fost demis și trimis disciplinar la comanda Corpului 4 Teritorial, apoi, în 1940, i s-a impus domiciliu forțat la mănăstirea Bistrița, din județul Vâlcea, în nordul Olteniei.  După tratativele cu Ungaria de la Turnu Severin și cele cu Bulgaria, în urma cărora, prin arbitrajul de la Viena și tratatul de la Craiova,  provinciile istorice Transilvania de Nord și Cadrilaterul au trecut sub suveranitatea Ungariei și Bulgariei, este chemat și numit președinte al Consiliului de Miniștri, în septembrie 1940.
- 5 septembrie 1940 – 23 august 1944: președintele Consiliului de Miniștri, numit prin decret regal și demis prin decret regal.
- 16 septembrie 1940: s-a autopromovat la gradul de general de corp de armată.
- 5 februarie 1941 (sau la 18 februarie, după Ioan I. Scafeș în „Odessa, o victorie scump plătită” ), conform decretului nr. 841, s-a autopromovat la gradul de general de armată.
- 22 iunie – 17 iulie 1941: Grupul de Armate general Antonescu.
- 6 august 1941: decorat de germani cu Crucea de Fier în rang de cavaler.
- 21 august 1941: s-a autodecorat cu ordinul Mihai Viteazul clasa a II-a si I-a.
- 22 august 1941: s-a autopromovat la gradul de mareșal (decretele de decorare și de promovare au fost semnate de rege).

## Regimul antonescian

### Puciul anticarlist
Pe acest fundal de dezbinare politicăC, speriat de ofensiva germană în vestul Europei și ocuparea Olandei, Danemarcei, Belgiei și mai ales a Franței, principalul sprijin al României față de expansionismul Axei și simțindu-se vinovat de retragerea haotică din Basarabia, regele Carol al II-lea decide să cumpere cu monedă evreiască simpatia și sprijinul lui Hitler la viitoarele tratative cu Ungaria și Bulgaria, ale căror pretenții teritoriale erau susținute de Germania. La 8 august 1940 regele semnează cele două decrete-lege antisemite promulgate de prim-ministrul Ion GigurtuD: „Decretul-lege privitor la starea juridică a locuitorilor evrei din România” și un al doilea decret, emis în aceeași zi, care interzicea „căsătoriile între români și evreii de sânge sub sancțiunea de închisoare corecțională de la 2 la 5 ani”.
Aceste legi copiau Legile de la Nürnberg, însă în literă (și probabil și în practică) comportau un caracter încă și mai discriminatoriu și abominabil decât cele naziste pe care le copiau.
Cedările teritoriale impuse României prin Al Doilea Arbitraj de la Viena (Dictatul de la Viena; 30 august 1940) au marcat declinul regimului carlist. România pierdea o suprafață de 99.738 km² cu o populație de 6.821.000 locuitori, reprezentând aproape o treime din teritoriul și populația țării. Manifestațiile de protest împotriva Dictatului de la Viena, inițiate de țărăniști au devenit - sub influența agitatorilor legionari - anticarliste, Carol al II-lea fiind considerat principalul vinovat de impasul în care ajunsese România. Dorind să-și păstreze puterea, la propunerea lui Valer Pop, Carol al II-lea i-a încredințat la 4 septembrie 1940 lui Antonescu mandatul de formare a unui guvern de uniune națională. Potrivit istoricului Mihai Ionescu, Antonescu, încălcând mandatul de numire și promisiunea față de rege, nu a făcut un guvern de uniune națională (mai târziu, la procesul din 1946, a dat vina pe „poltroneria” partidelor politice). Nu a primit sprijinul politic al partidelor democrate, motiv pentru care a fost nevoit să coopteze în guvern membri sau simpatizanți ai Mișcării Legionare. În consecință, la 5 septembrie 1940, Antonescu a cerut regelui să-i acorde puteri depline.
În legătură cu numirea ca prim-ministru a lui Antonescu de către regele Carol al II-lea, în Enciclopedia Britanică se menționează: „Antonescu a fost numit prim-ministru cu puteri absolute la 4 septembrie 1940, după ce România a avut o treime din teritoriu împărțit  între Ungaria, Bulgaria și Uniunea Sovietică.” Decretul regal de numire stipulează următoarele:
Art. I. Investim pe dl. general Ion Antonescu, președintele Consiliului de Miniștri, cu depline puteri pentru conducerea statului român.
Art. II. Regele exercită următoarele prerogative regale:
a) El este capul oștirii;
b) El are dreptul de a bate monedă;
c) El conferă decorațiunile române;
d) El are dreptul de grațiere, amnistie și reduceri de pedepse;
e) El primește și acreditează ambasadorii și miniștrii plenipotențiari;
f) El numește pe primul-ministru, însărcinat cu depline puteri;
g) El încheie tratate;
h) Modificarea legilor organice, numirea miniștrilor și subsecretarilor de stat se va face prin decrete regale contrasemnate de președintele Consiliului de Miniștri.
Art. III. Toate celelalte puteri ale statului se exercită de președintele Consiliului de Miniștri.
Dat în București, la 5 septembrie 1940.
Prin Legea nr.510/1940 se hotărăște suspendarea constituției care fusese promulgată în 1938, precum și dizolvarea parlamentului.
În seara aceleiași zile de 5 septembrie, Antonescu i-a cerut regelui să abdice și să părăsească țara. După propria mărturie făcută de Ion Antonescu la 22 septembrie 1940 liderului PNȚ Ion Hudiță, generalul ar fi forțat abdicarea regelui, amenințându-l cu un revolver.  Puciul a reușit, Carol al II-lea a abdicat la 6 septembrie 1940 și s-a expatriat, cedând tronul fiului său Mihai. În actul de abdicare nu figurează cuvântul „abdic”; în loc de „abdic” Carol a folosit formula „trecând azi fiului meu...grelele sarcini ale domniei”. În dimineața zilei de 6 septembrie 1940 toată țara asculta o emisiune specială. Regele Mihai depunea jurământul, în fața generalului Antonescu, a patriarhului țării și a d-lui Lupu, prim președinte al Înaltei Curți de Casație și Justiție. După Rege, trebuia să ia cuvântul Antonescu, însă acesta a rostit doar o frază: „Dumnezeu să ajute nației, Majestății Voastre și mie.”
Antonescu i-a oferit garanții de securitate lui Carol al II-lea, Elenei Lupescu și suitei lor și s-a ținut de cuvânt, protejând cu pichete militare trenul regal, asupra căruia legionarii au tras cu mitralierele.

#### Statul Național-Legionar
La 14 septembrie 1940 lua ființă „Statul Național-Legionar Român”. Horia Sima, șeful Mișcării Legionare, numit vicepreședinte al consiliului de miniștri, se considera creatorul și sufletul acelui guvern. În Decretul Regal nr. 3151, ultimul articol îl desemnează „conducător al Mișcării Legionare” pe Horia Sima, care se considera „factor constituțional, alături de Rege și General”. În guvernul instalat la 15 septembrie 1940, legionarii dețineau patru ministere - Afaceri Interne, Externe, Educația Națională și Sănătate, Muncă și Ocrotiri Sociale (Preda Cristian, op. cit. p. 189), precum și mai multe posturi de secretar de stat. Garda de Fier controla presa și serviciul de propagandă și 45 din cele 46 de prefecturi de județ. Singura mișcare politică autorizată era Garda de Fier.
În cartea Pe marginea prăpastiei vol. 2 se precizează: „Vinovăția în privința pregătirii rebeliunii, prin înarmarea legionarilor, și a dezlănțuirii ei cade întreagă în sarcina conducătorilor mișcării legionare, care sunt principalii vinovați, începând cu Horia Sima și continuând cu generalul C. Petrovicescu, fostul ministru de interne, Alexandru Ghika, fostul director general al poliției, colonel Zăvoianu Ștefan și Radu Mironovici, foști prefecți ai poliției capitalei, Maimuca C., fost director al Siguranței etc.”
Instaurarea Statului național-Legionar a dus la o situație paralizantă. Ordinea internă a încăput pe mâna a două forțe antagoniste: poliția, responsabilă cu păstrarea ordinii publice conform legii, condusă administrativ de Ministerul de interne - noul ministru de interne, generalul Constantin Petrovicescu a fost numit de Horia Sima fiind un simpatizant legionar activ - și coordonată de instanțele judecătorești, și legionarii, organizația paramilitară a partidului Garda de Fier, pornită să facă ordine conform propriei ideologii fasciste și a intereselor de partid. Deși împănată cu legionari și simpatizanți legionari, poliția era antipatizată de aceștia datorită participării - adesea, cu exces de zel - la activități antilegionare în perioada carlistă. Pentru a rezolva acest antagonism, Sima și Petrovicescu au decis constituirea unui corp de poliție auxiliar, Poliția legionară.
Antonescu a intuit avantajele pe care le putea avea de pe urma unei astfel de unități semi-oficiale: eliminarea unor dușmani personali folosindu-se de legionari pe care-i va putea acuza ulterior de aceste crime și ilegalități, așa că s-a grăbit să-i dea mână liberă: „Aveți toată latitudinea, dublați toate elementele de la Siguranță, de la Poliție, dublați cu legionari, să poarte cămașă albastră, verde, n-am nimic de spus, dar să facă parte din aparatul oficial”. În privința Siguranței, Antonescu trișa, știind foarte bine că la conducerea Serviciului Special de Informații - SSI Moruzov fusese înlocuit cu Eugen Cristescu, anti-legionar și fidel Conducătorului statului.
Unul dintre primele acte ale noului prim-ministru a fost arestarea lui Mihail Moruzov (creatorul și șeful Serviciului Secret de Informații - SSI - al armatei române în perioada 1924-1940, instituție care avea să iasă de sub tutela militară și să se subordoneze nemijlocit șefului statului, sub denumirea de Serviciul Special de Informații, SSI), pe care l-a înlocuit cu Eugen Cristescu. La scurt timp după arestare, Moruzov și adjunctul său, Niky Ștefănescu au fost asasinați în noaptea de 26-27 noiembrie 1940 de un comando al Poliției legionare la închisoarea Jilava).
Moruzov a fost eliminat pentru că știa prea mult — Horia Sima fiind interesat să nu se afle că el fusese agent informator al SSI, iar Antonescu se temea de difuzarea conținutului compromițător al dosarului său personal aflat în posesia lui Moruzov.
Legionarii se prezentau ca principala forță politică și paramilitară din țară, dar, conform instrucțiunilor de la Berlin, care voia să-și asigure participarea României la războiul care se pregătea (planul Barbarosa), au fost nevoiți să suporte în fruntea statului un militar agreat de Germania și acceptat de armată. Așa a ajuns Antonescu la guvernare; el nu ar fi putut, de unul singur, să devină șeful statului, întrucât nu fusese lider politic și nu avusese vreo formație politică proprie (în timpul „revoluției legionare”, Antonescu se afla cu domiciliu forțat la mânăstirea Bistrița). Ajuns la conducere, Antonescu a preluat ministerele ce reprezentau armata, justiția, finanțele și serviciile secrete - conduse de antilegionarul Eugen Cristescu - și a respins constant pretențiile legionarilor de acumulare de putere în guvern. Garda de Fier și Mișcarea Legionară au fost loiale regimului nazist din Germania, însă, din motive strategice, Hitler l-a preferat la conducerea României pe Antonescu, folosindu-se în același timp de Mișcarea Legionară ca de o contrapondere, o amenințare, pentru a-i preveni o eventuală nesupunere.
În timpul celor patru luni de guvernare mixtă corupția a devenit oficială, legea facultativă, iar drepturile omului, precum și siguranța persoanei, a libertății de exprimare, a exercitării profesiei și a proprietății au fost lăsate la bunul plac al „cuiburilor legionare”. Antonescu i-a folosit pe legionari la executarea unor activități la care el nu a vrut să-și murdărească mâinile.
Bugetul României, deficitar din cauza pierderilor teritoriale, când au fost absorbiți un milion și jumătate de refugiați, cărora trebuia să li se asigure cele necesare traiului, iar la începutul lunii noiembrie 1940 se mai produsese și un cutremur de pământ devastator, a devenit excedentar la finele anului 1940 prin jefuirea sistematică a averilor evreiești. Procesul de expropriere forțată a capitalurilor și bunurilor evreiești numit „românizare” a fost aplicat de comisiile de românizare – controlate de legionari). Miliarde de lei–aur au intrat, parțial, în vistieria țării și, mai ales, în buzunarele legionarilor (Neagu Djuvara menționează: „...legionarii (...) s-au dezlănțuit cu violență împotriva evreilor și, sub pretextul românizării, au preluat averile lor și le-au împărțit între ei”).
La 4 decembrie 1940 a fost încheiat „Acordul economic româno-german” pe zece ani. Acordul suplimenta „Pactul Petrol-Armament” pe care-l încheiase prim-ministrul Gheorghe Tătărescu cu Germania la 27 mai 1940 în ralierea economiei române la acțiunile germane de război.
Dispunând de puteri depline, generalul Antonescu a preluat majoritatea prerogativelor fostului suveran, Carol al II-lea, și s-a autoproclamat „Conducătorul statului”. Conducerea statului se făcea prin decrete-legi, care înlocuiau abrogatele legi votate de parlament. Conducătorul nu mai trebuia să răspundă pentru actele sale în fața nimănui, un for politic sau o altă formă de control public. Se instaura astfel un regim dictatorial caracterizat prin anularea drepturilor și libertăților cetățenești, eliminarea separării puterilor în stat, desființarea instituțiilor democratice, conducerea prin decrete-legi, încurajarea rasismului (în special antisemitismului) și a naționalismului extremist.

### Rebeliunea legionară
Legionarii au încercat să pună mâna pe aparatul de stat folosind metodele și experiența organizațiilor paramilitare naziste din Germania, SA și SS: teroare și haos, descinderi prin forță, maltratări, sechestrări de persoane, arestări ilegale, tortură, asasinate. Legionarii i-au asasinat în special pe acei lideri politici care se opuseseră ascensiunii lor, între care Virgil Madgearu, Nicolae Iorga, Gheorghe Argeșanu, Victor Iamandi. Acțiunile criminale au culminat cu masacrul de la Jilava din noaptea 26/27 noiembrie 1940, când au fost uciși 64 de deținuți, toți foști demnitari. 
Simțindu-se amenințat, Antonescu a plecat la 14 ianuarie 1941 la Berlin să ceară ajutorul lui Hitler pentru înlăturarea legionarilor de la guvernare și dobândirea puterii politice absolute. Întâlnirea a avut un succes total (Hitler spunea că „în toată Europa cunosc doi șefi de stat cu care îmi place să lucrez: cu Mussolini și cu generalul Antonescu”) și și-au promis colaborarea și sprijinul reciproc (vezi mai jos cap. „Ostași, Vă ordon: Treceți Prutul!” - Războiul împotriva URSS, această promisiune va costa viața a zeci de mii de soldați și ofițeri români pe care Antonescu, conștient că războiul este pierdut, a refuzat să-i salveze de la pieire la Stalingrad și-n luptele ulterioare). Înarmat cu aprobarea și sprijinul lui Hitler, Antonescu a emis la 28 noiembrie 1940 un decret-lege privind „reprimarea infracțiunilor în contra ordinei publice și intereselor statului” și la 5 decembrie 1940 un decret care prevedea pedeapsa cu moartea pentru cei care „instigau la rebeliune”. A desființat comisiile de românizare controlate de legionari, l-a destituit pe ministrul de interne, generalul pro-legionar Constantin Petrovicescu, și a înlocuit toți prefecții și chestorii legionari.
Legionarii au reacționat cu o serie de acțiuni teroriste, jafuri, masacre, devastări și incendieri de instituții, sinagogi etc. Au fost atacați, schingiuiți, batjocoriți și uciși demnitari români, militari și evrei (Pogromul de la București)  La București a fost prins pe stradă un grup de soldați, asupra cărora, după ce au fost bătuți, s-a turnat petrol și li s-a dat foc. Rebeliunea legionară a fost declanșată la 21 ianuarie 1941 și înăbușită de armată, la ordinele lui Antonescu, la 23 ianuarie 1941, când trupele legionare s-au predat. În timpul rebeliunii, legionarii au ocupat instituții, tipografii ale ziarelor, radioul. Aproximativ 8.000 de legionari au fost judecați și condamnați la diferite pedepse, iar mișcarea legionară a fost înlăturată de la conducerea statului.F Circa 40% dintre cei 900-1.000 de cetățeni români uciși de legionari au fost evrei.
Șeful serviciului secret german în România a aranjat scoaterea din țară, în secret, a conducătorilor Gărzii și ducerea lor în Germania.
Prin Decretul Regal nr. 314 din 14 ianuarie 1941 a fost abrogată denumirea „Stat Național-Legionar” și „orice acțiune politică a fost interzisă”. La 27 ianuarie 1941, Antonescu a format un nou guvern compus din militari și tehnocrați. Vicepreședinte al consiliului de miniștri a fost numit profesorul Mihai Antonescu (prieten, dar nu rudă cu mareșalul; ca avocat l-a apărat pe Ion Antonescu într-un proces de bigamie, apoi, prin vizitele săptămânale la mânăstirea Bistrița a fost folosit ca emisar al generalului la Berlin și pe lângă liderii politici).
Regimul instituit de Antonescu nu poate fi caracterizat drept fascist. O descriere mai exactă ar fi dictatură militară. Această dictatură era lipsită de o ideologie, nu era susținută de un partid politic de masă. Existența dictaturii nu era justificată de considerații filozofice, ci de ordine și securitate, pe care Antonescu le considera esențiale. El folosea armata și aparatul de siguranță pentru a conduce și a suprima disidența.
Pe plan extern, în baza promisiunilor lui Hitler de a retroceda teritoriile amputate, Antonescu a vasalizat România intereselor germane. În timpul vizitei sale în Germania, la 23 noiembrie 1940, Antonescu a semnat actul aderării României la Pactul Tripartit (sau axa Germania, Italia și Japonia) și a solicitat trimiterea unei misiuni militare germane în România.
Se presupune că rebeliunea legionară ar fi fost influențată sau provocată de comuniști, existând argumente în acest sens, precum faptul că în timpul rebeliunii s-a strigat „Trăiască Rusia sovietică!”, iar însuși Horia Sima menționează în cartea sa că Antonescu afirma că există infiltrări comuniste în mișcarea legionară, idee însă negată de Horia Sima.
Sub guvernarea lui Ion Antonescu, Regatul României a reușit performanța de a deveni unicul stat în afară de Germania Nazistă care a înființat și operat propriul lagăr de exterminare (în Podolia), unde peste 100 000 de evrei au murit.
Sălbăticia și zelul cu care trupele române au executat politica lui Antonescu de exterminare a evreilor au fost remarcate la doar 3 luni de ofensivă comună în est chiar de către Führer, care declara că Antonescu urmează niște politici mult mai radicale decât noi în chestiunea evreiască. La doar două săptămâni de la deschiderea frontului răsăritean, Joseph Goebbels constata și el cât de splendid acționează Antonescu în chestiunea evreiască.
Armata Română, sub conducerea lui Ion Antonescu, a bătut recorduri în materie de număr de evrei masacrați într-o unică acțiune, ca număr de evrei masacrați într-un timp cât mai scurt, lăsând în urmă în aceste privințe chiar și Wehrmacht-ul lui Hitler!
Jaful care însoțea masacrele armatei române i-au dezgustat până și pe naziști, rapoartele militare ale Wehrmacht-ului din iulie 1941 făcându-se ecoul nemulțumirilor germane în ce privește bestialitatea cu care soldații români sub comanda lui Antonescu își executau politica de masacrare evreilor. Nemții se temeau că, asociați fiind cu românii, imaginea armatei lor ar putea să fie murdărită de zelul acestora din urmă.

### Războiul împotriva URSS

Fanionul de mareșal al lui Ion Antonescu

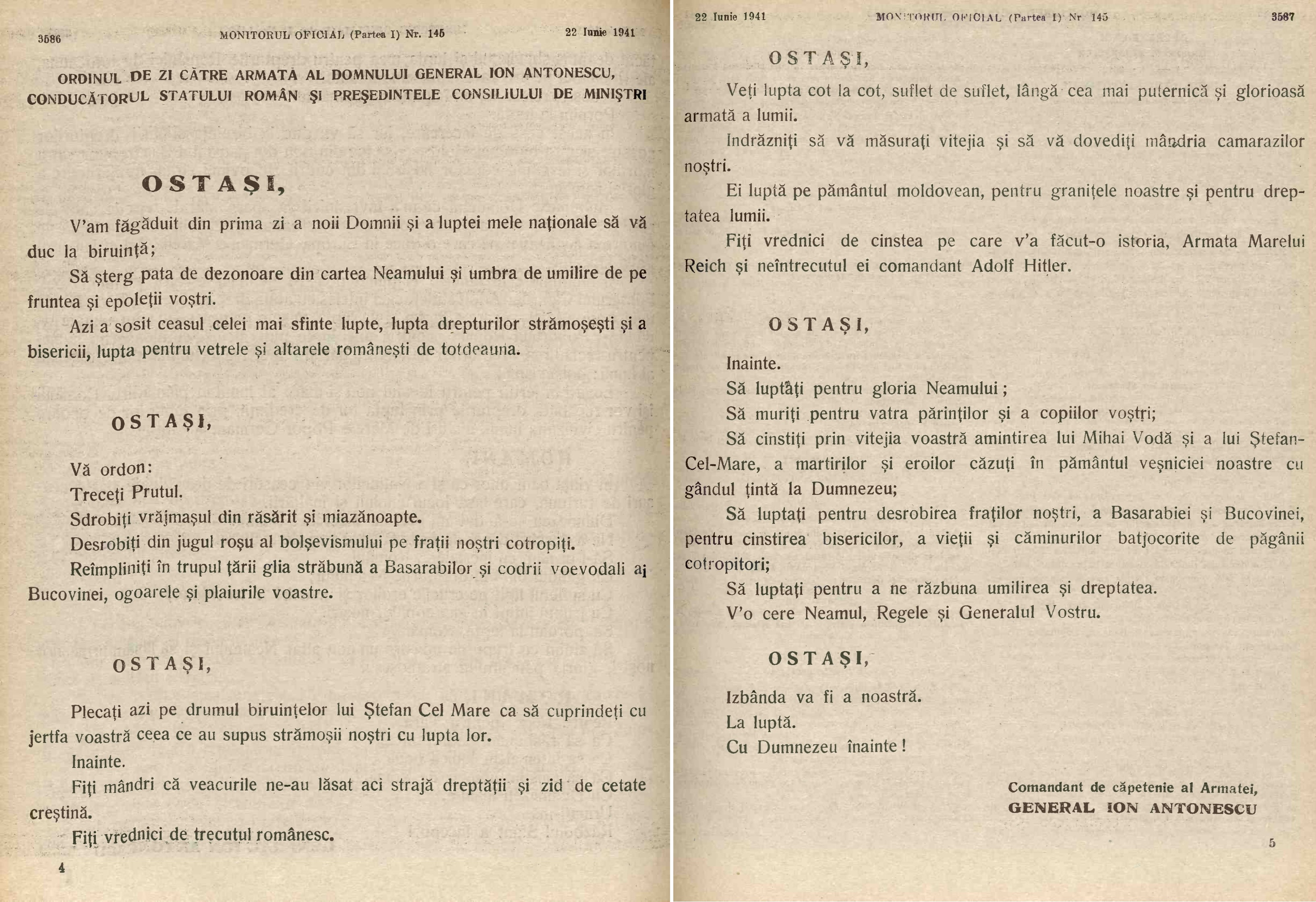
Ordinul de zi emis de genralul Ion Antonescu Armatei României, în 22 iunie 1941, prin care i s-a indicat acesteia să treacă Prutul și să elibereze Basarabia și Bucovina de Nord de sub ocupația sovietică

Ion Antonescu a decis intrarea României în al Doilea Război Mondial de partea puterilor Axei, pe baza promisiunilor lui Adolf Hitler că teritoriile românești pierdute în 1940 ca urmare a Dictatului de la Viena și Pactului Ribbentrop-Molotov vor fi retrocedate României sub presiunile Germaniei.
„Ostași! Vă ordon: treceți Prutul!” Cu acest ordin s-a pornit „războiul sfânt, anticomunist, drept și național”. La 22 iunie 1941, armata română a trecut Prutul, atacând Uniunea Sovietică, alături de Germania și aliații săi.
„Acest ordin era doar o acțiune de imagine” deoarece „ostașii noștri au trecut Prutul când au dat ordin nemții!” susține istoricul Alex Mihai Stoenescu, ...„Din acel moment trupele române au intrat sub comanda germană și au trecut Prutul când au emis germanii ordinul de atac. Acesta este adevărul militar și istoric al momentului. Restul este imagine. Situația periferică a participării României la atacul împotriva trupelor sovietice din iunie 1941 a fost hotărâtă definitiv în planul modificat al Operațiunei Barbarossa (17 martie 1941) (...) Hitler considera Armata României nepregătită pentru un asemenea război, astfel că, în planul general al conflagrației, ceea ce ni s-a părut nouă absolut grandios, prezentat ca atare de Antonescu, era în realitate o contribuție minoră din ansamblul operațiilor macrostrategice ale marelui front. Iar armata (română) era într-adevăr nepregătită”. Prin acest act Antonescu îndeplinea obligațiile pe care și le-a asumat la Berlin la 14 ianuarie 1941, când s-a dus să-i ceară ajutorul lui Hitler pentru înlăturarea legionarilor de la guvernare, aducând România într-o stare de vasalitate, în „situația unui stat care acceptase conducerea trupelor sale de către un alt stat pentru a elibera teritoriul propriu.”
Pe Frontul de Est au participat la operațiile militare două armate române cu 10 corpuri de armată, 33 divizii și alte unități terestre de aviație și marină.
La 10-12 iunie 1941, Antonescu a avut convorbiri cu Hitler la München. Din stenograma acestor discuții: „La sfârșit s-a mai abordat problema Comandamentului suprem din România. Führerul i-a explicat lui Antonescu că el (Führerul) intenționează să-l lase să apară în fața poporului român drept comandant suprem în acest spațiu.”

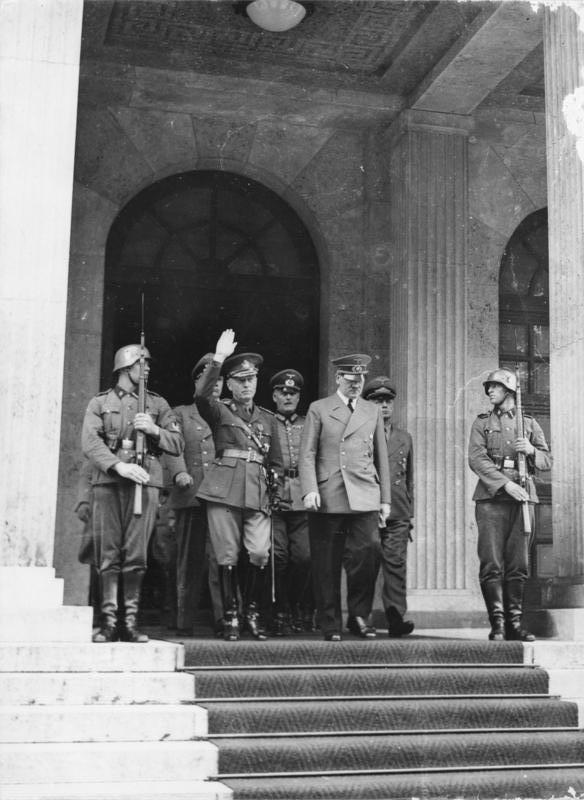
Ion Antonescu și Adolf Hitler la München, 10 iunie 1941.

Comandantul general al trupelor româno-germane era - formal - Antonescu, dar numai până la declanșarea ofensivei. Ultima directivă operativă a Înaltului Comandament român, ca organ de conducere a trupelor mixte, a fost emisă la 15 iunie 1941, cu o săptămână înainte de ziua atacului.
În august 1941, generalul Antonescu s-a autoavansat la gradul de mareșal. Prin decretele regale nr. 2240/7 august 1941 și 2352 bis/21 august 1941 - impuse de el și semnate de regele Mihai - Antonescu s-a autodecorat cu ordinul Mihai Viteazul clasa II-a și clasa I-a G. Aflat într-o vizită pe front, regele Mihai I al României i-a înmânat mareșalului Antonescu în seara zilei de 24 august 1944 insignele ordinului militar „Mihai Viteazul” clasa I-a și a II-a ce-i fuseseră recent conferite.
După eliberarea teritoriilor Basarabia și Bucovina de Nord - până la sfârșitul lunii iunie 1941 - Antonescu a fost conjurat de fruntașii partidelor istorice, Maniu, Brătianu și alții, să oprească trupele la granița recunoscută a României și să nu-și caute aventuri și cotropiri riscante, dar el, fidel promisiunii făcute lui Hitler (la 23 august 1944, la cererea regelui Mihai de sistare imediată a colaborării cu Axa, Antonescu a replicat: „Nu pot să-l trădez pe Hitler, i-am dat cuvântul meu de ofițer.”), a optat pentru continuarea războiului dincolo de Nistru alături de Germania, până la victoria finală.
Politica sa externă s-a dovedit, inițial, câștigătoare, România reușind să dobândească pentru scurt timp teritoriile cedate Uniunii Sovietice și Transnistria. Antonescu i-a comunicat lui Hitler, în scrisoarea din 31 iulie 1941, decizia:  „Voi merge până la capăt în acțiunea ce am pornit la Răsărit împotriva marelui dușman al civilizației, al Europei și al țării mele: bolșevismul rus. De aceea nu pun niciun fel de condiții și nu discut cu nimic această cooperare militară”. În răspunsul său din 14 august 1941, Hitler, satisfăcut de declarațiile lui Antonescu, i-a oferit preluarea administrației Transnistriei.

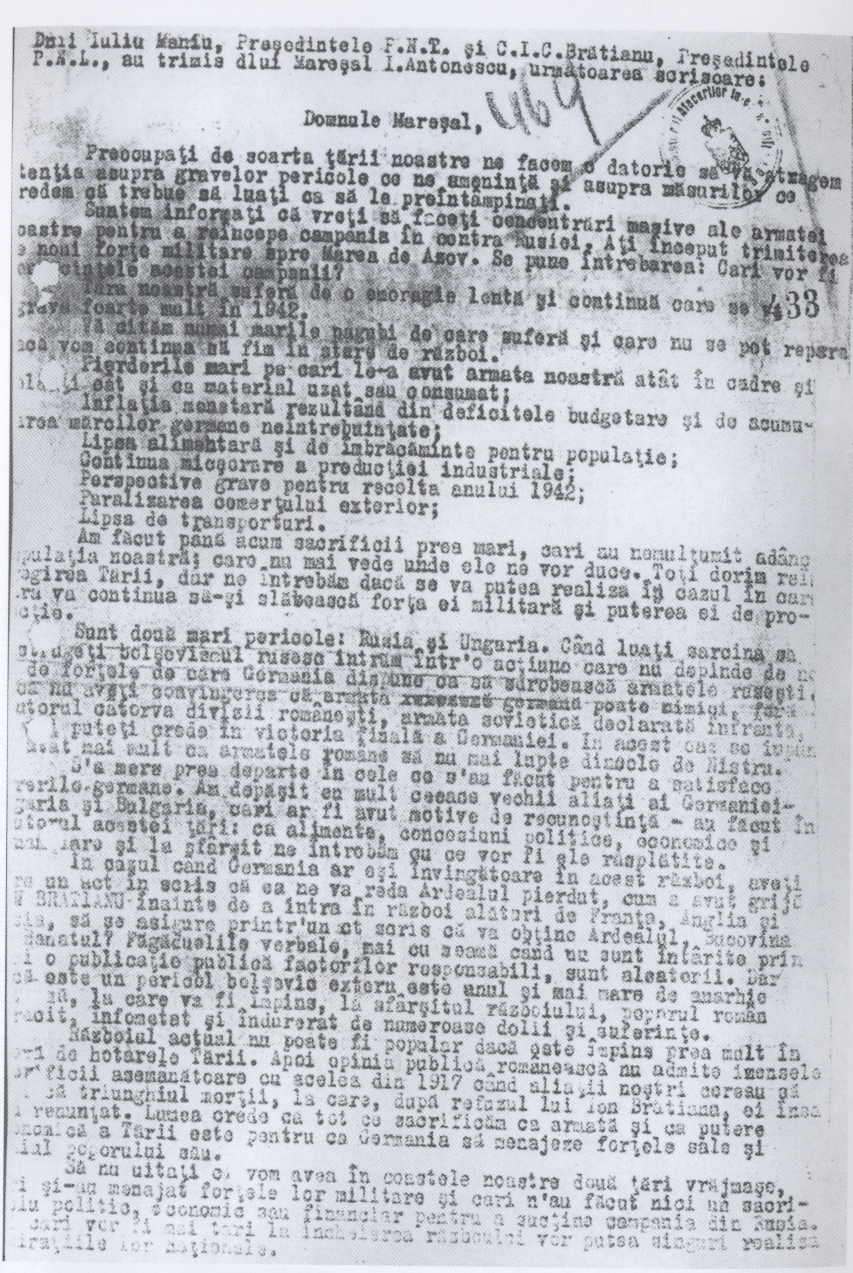
Memoriul lui Iuliu Maniu și C.I.C. Brătianu către Antonescu (1942) împotriva trecerii Nistrului.

Regiunea dintre Nistru și Bug, Transnistria, a intrat sub administrație românească, guvernator fiind Gheorghe Alexianu. Hitler i-a oferit lui Antonescu, în schimbul teritoriilor cedate Bulgariei și Ungariei, Maramureșul de Nord și Banatul sârbesc. Mareșalul nu a acceptat oferta și a pus condiția ca administrația Banatului sârbesc să fie germană.
Antonescu nu s-a supus niciodată vreunui sufragiu public autentic și nu există surse obiective care să poată indica poziția reală a majorității poporului român sau a diferitelor pături sociale față de hotărârea de a intra în război. În toată perioada regimului antonescian s-au organizat două simulacre de plebiscit. Primul a avut loc între 2-5 martie 1941, după rebeliune și abrogarea „Statului Național-Legionar” („Pentru aprobarea chipului cum Generalul Ion Antonescu a condus Țara de la 6 septembrie 1940”), la care a înregistrat pe țară 2.960.298 voturi „da” și 2.996 voturi „nu”. Al doilea și ultimul plebiscit a fost organizat după eliberarea Basarabiei, la 9-15 noiembrie 1941. Prin decretul-lege nr. 3052 din 5 noiembrie, „Națiunea Română este chemată în Adunarea Obștească Plebiscitară, Duminică, 9 noiembrie 1941, pentru a-și exprima aprobarea sau dezaprobarea asupra guvernării dezrobitoare a Mareșalului Antonescu”. Dintre peste 4,7 milioane de alegători, pentru politica mareșalului Antonescu au votat „da” 3.446.889 (99,99% din voturi) și împotrivă, „nu”, 68.
Întrucât Antonescu nu a fost ales prin vot electoral exprimat de națiune, iar participarea partidelor istorice la guvernul antonescian la nivel de subsecretar de stat era fictivă, rămânea armata ca principalul său sprijin și sursă de putere. În cartea Antonescu și generalii români, autorii colonel dr. Alexandru Duțu și Florica Dobre contestă această teză: printre primele măsuri, odată cu preluarea puterii, Conducătorul a organizat o epurare considerabilă a corpului ofițerilor superiori ai armatei. Prin aplicarea art. 58 din legea înaintărilor în armată au fost trecuți în rezervă „pentru incapacitate” 80 de ofițeri, între care generalul de armată Constantin Ilasievici, generalii de corp de armată Florea Țenescu, Ioan Ilcușu, Grigore Cornicioiu, Ioan Bengliu și Gheorghe Argeșanu, generalii de divizie Gheorghe Mihail și Constantin Atanasescu etc. La scurt timp au fost trecuți în rezervă alți 84 de ofițeri superiori. Unii dintre ei au meritat măsurile luate, pe motive diferite: incapacitate, corupție, vinovați de retragerea haotică din Basarabia, dar la cei mai mulți au prevalat considerente de natură subiectivă, dorința lui Antonescu de a plăti polițe vechi, cum a fost cu generalii Gheorghe Mihail și Aurel Aldea, cu foștii aghiotanți regali Alexandru Orășanu și David Popescu ș.a. În perioada iunie-septembrie 1941 au fost înlăturați alți peste 20 de generali și colonei pentru „slăbiciune la comandă” sau „lipsă de energie”.
În anii care au urmat, între cei care au fost trecuți în rezervă sau în retragere s-au aflat generalii Barbu Alinescu, Iosif Iacobici, Emanoil Bârzotescu, Nicolae Ghinăraru, Traian Cocorăscu, Romulus Ioanovici (1942), Constantin Constantinescu-Claps, Teodor Ionescu, Constantin Panaitiu (1943), Marin Cosma Popescu, Gheorghe Munteanu, Radu Băldescu. Pentru că a intrat în conflict cu Antonescu, generalul Corneliu Dragalina a fost înlocuit la 20 martie 1943 de la comanda Corpului 6 și numit guvernator militar al Bucovinei. Cei mai mulți dintre ofițeri au fost scoși din cadrele active, deoarece își exprimaseră rezerve față de greșelile tactice și strategice ale lui Antonescu comise în catastrofala ofensivă  împotriva Odesei (1941) și pentru că ofițerii respectivi se opuseseră la a implica într-un război evident pierdut - după înfrângerile de la Moscova și Stalingrad - toate rezervele armatei, conform promisiunii făcute lui Hitler, cu riscul de a lăsa țara descoperită în fața unor eventuale acțiuni beligerante ungurești. Armata română, dotată insuficient, s-a angajat în bătălii deosebit de grele, la Odesa, în Crimeea și Caucaz, soldate cu pierderi mari, aproape o jumătate de milion de soldați și ofițeri. Numai în bătălia de la Stalingrad (iulie 1942 – februarie 1943) s-au înregistrat peste 180.000 de morți, răniți și dispăruți și daune materiale estimate la un miliard de dolari (la cursul schimbului valutar din 1938). 

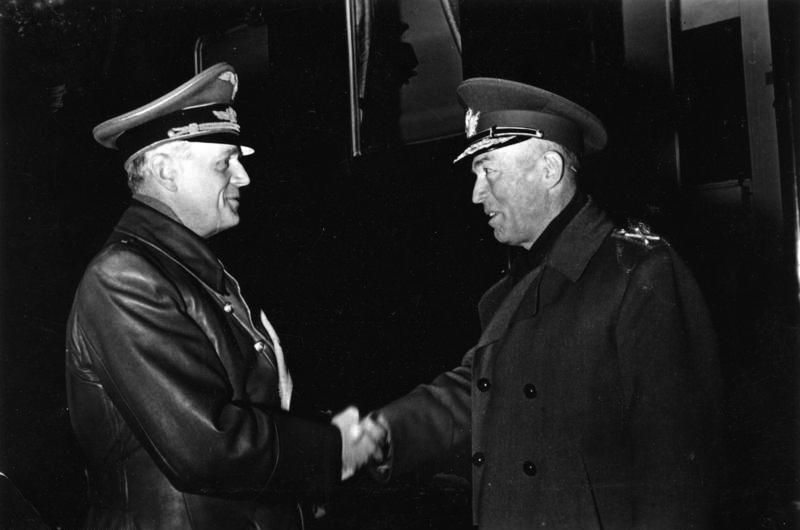
Ion Antonescu și Joachim von Ribbentrop, ianuarie 1943.

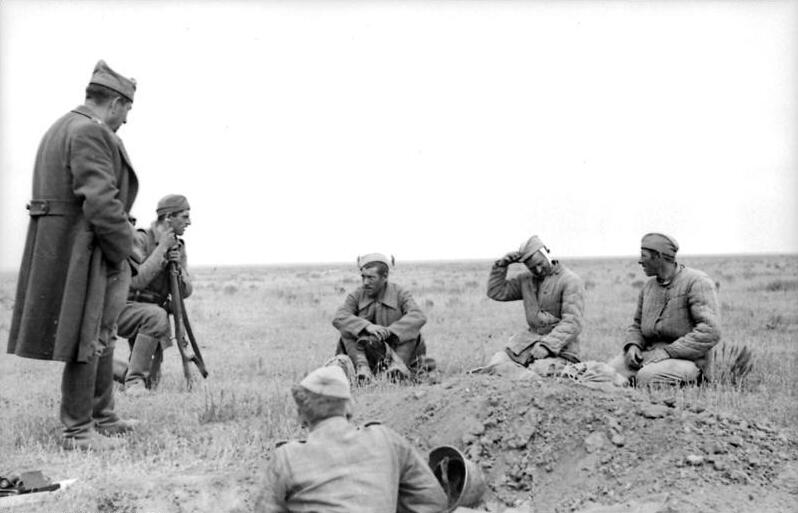
Soldați români supraveghează prizonieri sovietici în sudul Rusiei

Cei care au criticat fățiș calitățile de comandant suprem ale lui Antonescu, ca generalul Nicolae Ciupercă, comandantul armatei 4, generalul de brigadă Nicolae Pălăngeanu, șeful Statului Major al Armatei 4 și, ulterior, generalul de corp de armată Iosif Iacobici, au fost eliminați (Ciupercă raportase că „aproape toate diviziile noastre din primul eșalon se găsesc la limita posibilităților lor ofensive: limita morală și limita fizică”; în cele două asalturi asupra Odesei desfășurate conform planurilor lui Antonescu, aflate în contradicție cu cele ale lui Ciupercă, Armata 4 a suferit pierderi mari, de 58.855 de militari, din care 11.046 de morți, 42.331 răniți și 5.478 dispăruți; la 9 septembrie Ciupercă a fost înlocuit cu Iacobici, ministrul de război din acel moment, motivul invocat de Mareșal fiind „lipsa spiritului ofensiv și încrederea în capacitatea de luptă a armatei române”), (ulterior Iacobici a fost eliminat și el), dar cei care au acționat cu discreție, sabotând hotărârile mareșalului (Ilie Șteflea, Socrat Mardari, Traian Borcescu ș.a.) s-au menținut.
Totala raliere antonesciană la obiectivele lui Hitler era notorie. După eșecul ofensivei germane asupra Moscovei, deși înțelesese încă din septembrie 1942 că prăbușirea frontului de la Stalingrad era inevitabilă și că războiul era pierdut, credincios obligațiilor luate față de Hitler (la 23 august 1944, la cererea regelui Mihai de sistare imediată a colaborării cu Axa, Antonescu a replicat: „Nu pot să-l trădez pe Hitler, i-am dat cuvântul meu de ofițer”) și, în loc să-și retragă trupele din încercuire, Antonescu a continuat să dispună trimiteri de unități românești spre zona dezastrului, ceea ce a provocat conflicte dese și acute cu generali români de frunte. Încă din ianuarie 1942, Iosif Iacobici, șeful Marelui Stat Major s-a opus dispozițiilor de a trimite cât mai multe divizii pe front, dorind o limitare a numărului acestora în concordanță cu posibilitățile de echipare corespunzătoare. Iacobici a fost demis și trecut in rezervă. Ajutorul său și noul comandant al Marelui Stat Major, generalul Ilie Șteflea, a ales politica de sabotare a acestor dispoziții, reducând efectivele care urmau să fie trimise. Cu ajutorul generalilor Socrat Mardari, Traian Borcescu și a colonelului Valerian Nestorescu, a oprit toată artileria diviziilor de dublură (diviziile 25, 26, 27, 31, 34 și 45 infanterie), jumătate din artileria diviziilor de munte, majoritatea artileriei grele și câte o baterie din fiecare divizie plecată pe front. În acest fel, a păstrat în țară circa 220 000 de soldați care ar fi trebuit să ajungă în Stepa Calmucǎ, de lângă Stalingrad.

#### Tentative de armistițiu
În paralel, înfrângerea iminentă de la Stalingrad l-a determinat pe Antonescu să se intereseze de o cale pentru ieșirea din conflict. Astfel, din septembrie 1942 și până la 23 august 1944, în numele guvernului de la București, diplomații români au făcut tatonări printre Aliați pentru încheierea unei păci separate. Pe de altă parte, anumiți oameni politici români s-au unit, atrăgându-l și pe rege de partea lor, pentru a obține de la Aliați un armistițiu avantajos. În condițiile puternicei ofensive sovietice de la începutul anului 1944, s-au intensificat demersurile pentru încheierea armistițiului. Cele mai importante negocieri s-au purtat la Ankara (septembrie 1943 - martie 1944) și Stockholm (noiembrie 1943 - iunie 1944), din partea guvernului Antonescu, și la Cairo (martie - iunie 1944), din partea opoziției. La Stockholm s-au dus tratative între Frederic Nanu, ambasadorul României în Suedia, în numele mareșalului Antonescu, și Aleksandra Kollontai, ambasadoarea U.R.S.S. în Suedia. Chiar și în jurul datei de 15 august 1944, sosiseră la Istanbul prof. C. C. Giurescu și colonel Tr. Teodorescu, atașatul militar în Turcia, cu propuneri de pace din partea lui Ion Antonescu și Mihai Antonescu.
Guvernul României a sistat aceste tratative atunci când, la 12 aprilie 1944, i-a fost comunicată delegației române de la Cairo, condusă de Barbu Știrbey, condiția armistițiului: „capitulare necondiționată”, condiție respinsă de Antonescu, care își exprima neîncrederea în promisiunile sovieticilor, făcute la 13 aprilie la Stockholm, atâta timp cât ele nu erau susținute și de Marea Britanie și Statele Unite.
Tatonările sterile ale diplomaților lui Antonescu, care au durat aproape doi ani, erau privite de Puterile Aliate cu suspiciune. Fiascoul debarcării britanice în Grecia și interesul redus al lui Roosevelt în zonă au aruncat în mod tacit România în brațele Moscovei încă de la Conferința de la Teheran (28 noiembrie - 1 decembrie 1943).
La 20 iunie 1944 partidele din opoziție, P.N.Ț., P.N.L., P.S.D. și P.C.R. au pus bazele unei coaliții naționale, Blocul Național Democrat, care și-a propus ca obiective răsturnarea regimului Antonescu, încheierea armistițiului cu Națiunile Unite și instaurarea unui regim democratic. Regele și-a dat acordul pentru înlăturarea prin forță a lui Antonescu dacă acesta va refuza semnarea armistițiului cu Națiunile Unite. La 23 august 1944, în urma refuzului net al lui Antonescu de a admite acest armistițiu, regele Mihai l-a destituit și l-a arestat, fiind predat inițial spre pază comuniștilor, apoi deținut în Uniunea Sovietică.
Mareșalul Ion Antonescu a fost trecut din oficiu în poziția de retragere, pe motivul că „prin conducerea sa politico-militară, în calitate de comandant Suprem al Forțelor Armate, a dus Armata Țării la dezastru”, prin decretul nr. 312 din 6 februarie 1945.
În aprilie 1945, Antonescu a fost readus în România, iar la 17 mai 1946 a fost condamnat la moarte pentru crime de război de Tribunalul Poporului din București. La 1 iunie 1946 a fost executat prin împușcare la închisoarea militară Jilava. Antonescu rămâne un personaj istoric controversat și polarizant.

### Antisemitismul activ și „Curățarea terenului”

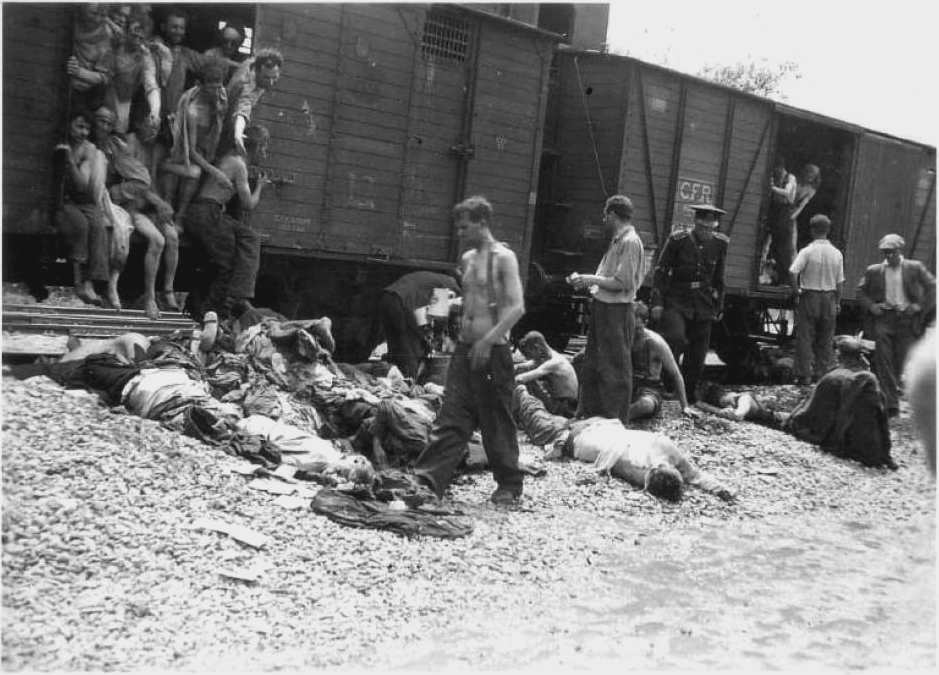
Deschiderea ușii unuia din vagoanele trenului morții de la Iași

Antisemitismul activ, spre deosebire de vechiul antisemitism românesc latent, a fost importat și propagat de partidul Totul pentru Țară și de Mișcarea Legionară, legiferat prin legile lui Octavian Goga și Ion Gigurtu și amplificat de propaganda prilejuită de cedările de teritorii. Antisemitismul a fost aplicat minorității evreiești de regimul antonescian ca misiune principală de stat. Antonescu a promovat o politică antisemită de purificare etnică dură, concretizată prin masacre, atrocități și jafuri față de cetățenii români de etnie evreiască: Pogromul de la Iași, „trenurile morții”, deportările în Transnistria, Masacrul de la Odesa și altele. Ofensiva dezastruoasă pentru cucerirea Odesei (3 august - 16 octombrie 1941) și amploarea pierderilor înregistrate de armatele române din cauza rezistenței sovietice dârze, fanatice, l-au determinat pe Antonescu să atribuie răspunderea pentru aceste evoluții activității evreilor din teritoriile cucerite, îndeosebi „comisarilor iudeo-bolșevici” din Armata Roșie, după cum reiese și dintr-o directivă adresată de Antonescu la 5 septembrie 1941 de pe frontul din fața Odesei vicepreședintelui consiliului de miniștri, Mihai Antonescu: 
„Soldații de pe front au mari riscuri de a fi răniți sau omorâți din cauza comisarilor evrei, care cu o perseverență diabolică împing pe ruși din spate cu revolverul și îi țin să moară până la unul pe poziție. (...) Toți Evreii să fie readuși în lagăre, preferabil în cele din Basarabia, fiindcă de acolo îi voiu împinge în Transnistria, imediat ce mă voiu degaja de actualele griji. Trebue să se înțeleagă de toți, că nu este luptă cu slavii, ci cu Evreii. Este o luptă pe vieață și pe moarte. Ori învingem noi și lumea se va purifica, ori înving ei și devenim sclavii lor. (…) Deci menajarea lor, în interior, ar fi o slăbiciune care ne va putea compromite victoria. Ca să învingem trebuie să fim fermi într'o atitudine. Asta trebuie să o știe toți. Nu economicul primează în aceste momente, ci voința națiunii înseși. Și războiul în general, și luptele de la Odessa în special au făcut cu prisosință dovada că Satana este Evreul. De aici enormele noastre pierderi. Fără comisarii evrei eram demult la Odessa”— Mareșal Ion Antonescu
La sfârșitul lunii octombrie 1941, articole redacționale din presa română – care exprimau linia oficială – au anunțat că „problema evreiască a intrat în faza soluției finale și că niciun om din lume și nicio minune nu pot împiedica soluționarea ei”. Guvernul a anunțat că România „s'a înscris printre națiunile care sunt hotărîte să colaboreze efectiv pentru rezolvarea definitivă a problemei evreiești, nu numai locale, dar și europene.”
Politica de purificare etnică declanșată și controlată de Ion Antonescu a fost aplicată atât prin declarații personale, cât și în cadrul ședințelor de cabinet, ca directive ministeriale. Într-o scrisoare de răspuns trimisă unui intelectual care i-a elogiat politica antisemită, Antonescu s-a obligat să-i elimine complet pe evreii din România: „Nimeni și nimic nu mă va împiedica, atâta timp cât voiu trăi, de a împlini opera de purificare.”
În ședința din 8 iulie 1941 a cabinetului antonescian, viceprim-ministrul și ministrul de externe Mihai Antonescu, s-a adresat miniștrilor: „Așa că vă rog să fiți implacabili, omenia siropoasă, vaporoasă, filozofică nu are ce căuta aici (...) Cu riscul de a nu fi înțeles de unii tradiționaliști care mai pot fi printre dv., eu sunt pentru migrarea forțată a întregului element evreu din Basarabia și Bucovina, care trebuie zvârlit peste graniță (...) Veți fi fără milă cu ei. Nu știu peste câte veacuri neamul românesc se va mai întâlni cu libertatea de acțiune totală, cu posibilitatea de purificare etnică și revizuire națională (...) Dacă este nevoie, să trageți cu mitraliera. Îmi este indiferent dacă în istorie vom intra ca barbari (...) Îmi iau răspunderea în mod formal și spun că nu există lege (...) Deci, fără forme, cu libertate completă.”
Omogenizarea etnică a României urma să fie obținută prin transferarea minorităților în afara granițelor respectiv, cei care aveau o țară de origine, prin repatriere forțată, iar cei care nu aveau, evreii și romii, prin transfer unilateral, adică deportarea și comasarea lor pe teritoriile sovietice de dincolo de Bug (armata germană s-a grăbit să-i retransporte pe acești expulzați pe malul vestic al Bugului, în zonele controlate de români). O susținere a acestor decizii apare și în concluziile unui memorandum adresat lui Ion Antonescu la 15 octombrie 1941 de către Acad. dr. Sabin Manuilă, directorul Institutului central de statistică.
Istoricul Lucian Boia consemna și el că mulți evrei din Basarabia și Bucovina de Nord „au pierit în lagărele din Transnistria”, la Iași s-a produs un cumplit pogrom și că în restul țării s-au luat doar unele „măsuri antisemite aplicate [...] destul de confuz” care (...) „deși n-au vizat exterminarea populației evreiești, au făcut ca aceasta să fie umilit[ă] și spoliat[ă] și [să stea] ani de zile cu amenințarea deasupra capului”. Întrucât în același timp, totuși evreilor din teritoriul românesc rămas țării la sfârșitul lui 1940 „li s-a permis să desfășoare activități culturale proprii și să întrețină instituții de învățământ, inclusiv la nivel universitar” și mulți „au scăpat cu viață”, arătând astfel că la întrebarea dacă a fost holocaust în România, ambele răspunsuri (da sau nu) „pot fi susținute și până la urmă suntem nevoiți să le privim împreună”.

#### Distrugerea economică a populației evreiești
Distrugerea fizică a cetățenilor români de etnie evreiască a fost aplicată concomitent cu distrugerea economică a populației evreiești, cu jaful organizat de stat. Au fost deportați în Transnistria 195.000 de cetățeni români de etnie evreiască dintre care, la 15 noiembrie 1943, au rămas în viață 49.927. În Transnistria, guvernul antonescian a mai exterminat peste 170.000 de evrei ucraineni. În total au fost masacrați peste 300.000 de evrei.
Dintre manifestările antisemitismului activ la nivel statal:
- Limitarea drepturilor și libertăților civice: Evreilor le-au fost anulate autorizațiile pentru vânzarea „produselor monopolului statului” (tutun, sare). Au fost românizate casele de film, sălile de cinematograf, birourile de voiaj și turism. Au fost confiscate vasele maritime și fluviale aflate în proprietatea evreilor. Evreilor le-a fost interzisă utilizarea aparatelor de radiorecepție, pentru a nu răspândi „știri de propagandă contra intereselor țării..., alarmând permanent populația”. Le-au fost anulate permisele de conducere a autovehiculelor.
- Confiscări și deposedări de bunuri. Au fost confiscate și trecute în patrimoniul statului, cu inventarul integral, proprietățile rurale ale evreilor, sub orice titlu, și proprietățile urbane. Până la 31 decembrie 1943, măsura a cuprins 75.385 de apartamente, din care 1.656 au fost repartizate unor persoane juridice, iar 58.980 persoanelor fizice.
- Constrângerea la diverse contribuții sau prestații. Prestarea de „muncă obligatorie”, obligarea evreilor să contribuie la „constituirea de stocuri de îmbrăcăminte în interes social”, valoarea obiectelor de îmbrăcăminte și a altor contribuții în natură însumând, până în ianuarie 1943, 1.800.135.650 de lei[118][119]

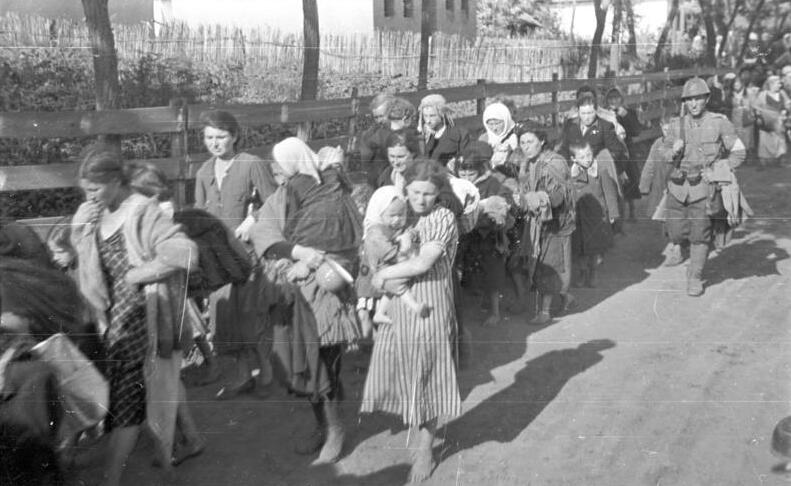
Evrei deportați sub supravegherea unui soldat român

#### „Curățarea terenului”
„Curățarea terenului” a fost numele de cod folosit de regimul antonescian ca echivalent al termenului german „soluția finală”. Ordinul de „curățarea terenului”, de deportare și de exterminare a evreilor din Basarabia și Bucovina a fost dat de Antonescu din proprie inițiativă și nu sub presiuni germane. Pentru punerea în aplicare a acestei sarcini, el a ales armata și Inspectoratul General al Jandarmeriei, de sub comanda generallilor Constantin (Piki) Vasiliu, comandant al Jandarmeriei (1940 - 23 august 1944) și subsecretar de stat la Ministerul de Interne (condamnat la moarte și executat pentru crime de război) și Constantin Tobescu, în special administrația civilă a armatei, pretoratul. Armata a primit „ordine speciale” prin generalul Șteflea, executorul acestor ordine fiind Marele Pretor al Armatei, generalul Ioan Topor. Șeful Marelui Stat Major al Armatei, generalul Iosif Iacobici, a ordonat comandantului Biroului 2, locotenent-colonelului Alexandru Ionescu, să pună în aplicare un plan „pentru înlăturarea elementului iudaic de pe teritoriul basarabean prin organizarea și acționarea de echipe, care să devanseze trupele române”. Planul a fost pus în aplicare începând cu 9 iulie 1941. Jandarmeria a primit ordinul de „curățare a terenului” cu trei-patru zile înainte de trecerea Prutului (21 iunie 1941), în trei locuri diferite din Moldova: Roman, Fălticeni și Galați. Inspectorul general al jandarmeriei, generalul C. Piki Vasiliu, a declarat în fața subofițerilor și ofițerilor de jandarmi la Roman că „prima măsură pe care sunt datori s-o aducă la îndeplinire va fi aceea de curățare a terenului, prin care se înțelege: exterminarea pe loc a tuturor evreilor aflați pe teritoriul rural; închiderea în ghetouri a evreilor de pe teritoriul urban; arestarea tuturor suspecților, a activiștilor de partid, a acelora care au ocupat funcțiuni de răspundere sub autoritatea sovietică și trimiterea lor sub pază la legiune”. Comandantul legiunii de jandarmi Orhei, Constantin Popoiu, a atras atenția jandarmilor săi că „trebuie să-i extermine pe evrei dela pruncul în fașă până la bătrânul neputincios, toți fiind periculoși pentru nația română.”
Ordinele speciale erau date direct de Ion Antonescu armatei, serviciului special de informații și jandarmeriei, iar Mihai Antonescu le transmitea administrației civile. Executantul ordinelor speciale, marele pretor, generalul Ioan Topor era subordonat direct șefului Marelui Cartier General, generalul Ilie Șteflea. Jandarmeria în cele două provincii, prin inspectorii generali, colonelul Teodor Meculescu, în Basarabia, și colonelul Ioan Mânecuță, în Bucovina, era subordonată la începutul operațiunii generalului Constantin Vasiliu și mai târziu generalului Topor. Ordinele speciale erau considerate secret de stat și transmise verbal sau ca documente cu regim secret, ori de câte ori autoritățile militare sau civile nu executau evrei de teama consecințelor ori din cauză că se îndoiau de existența ordinelor de lichidare. De exemplu, maiorul Frigan din garnizoana Cetatea Albă nu cunoștea ordinele speciale și a cerut instrucțiuni în scris pentru executarea evreilor. În consecință, pretorul armatei a III-a, colonelul Marcel Petala, s-a deplasat la Cetatea Albă pentru a-i da personal maiorului ordinul special. Imediat au fost executați toți cei 3.500 de evrei rămași în ghetou.

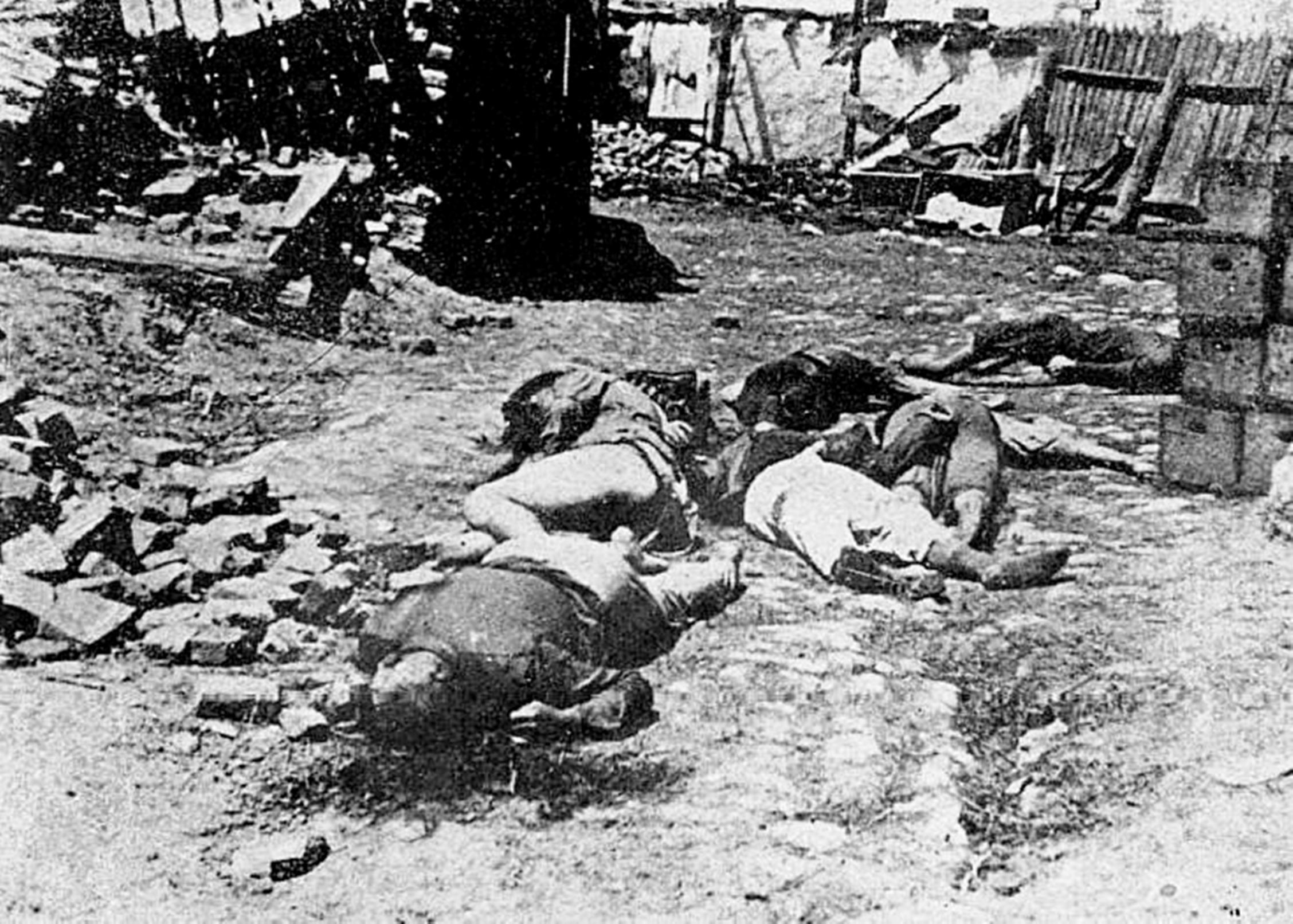
Evrei deportați în Transnistria și împușcați între Bîrzula și Grozdovka de militarii români care-i escortau; femeia a fost și despuiată (octombrie 1941).

După emiterea ordinelor speciale de curățarea terenului, teritoriul dintre Nistru și Bug devenise un cimitir imens, presărat cu zeci de mii de cadavre despuiate de haine și lăsate să putrezească de-a lungul drumurilor. Apele Bugului, infestate de cadavre, nu mai erau potabile. Indiferența față de sanitație periclita populația locală neevreiască, militarii români și membrii minorității germane din zona Bugului. Bijuteriile, obiectele de valoare, dinții de aur, inelele și verighetele, banii jefuiți dispăreau pe drum, spre vistieria statului.
Crime asupra populației evreiești locale din Transnistria au fost înfăptuite de plutoane ale morții formate din jandarmi români în drumul spre zona de relocare din est.
Zeci de mii de evrei au fost uciși în Odesa (aproximativ 22.000 de evrei din Odesa au fost arși de vii la Dalnic), Bogdanovca și Akmecetka în 1941 și 1942.
Mihai Antonescu stabilise acorduri (Abmachungen) privind colaborarea pe teren cu SS-ul, concret cu subunitățile grupului exterminator D de intervenție german Einsatzgruppe D, și cu alte formațiuni germane. Instructorii germani au redactat rapoarte despre cruzimea, rapacitatea, corupția și ineficiența camarazilor români, care acționau neplanificat, nu înlăturau urmele execuțiilor în masă și comiteau jafuri, violuri sau împușcări pe străzi, nu îngropau cadavrele sau percepeau mită de la evrei. Din schimburile de scrisori, protestele și dispozițiile în această privință, reiese că germanii erau vexați de lipsa de organizare și planificare și nu din cauza omorurilor în sine. Rapoartele trimise de grupul D-SS  (Einsatzgruppe D) și de jandarmeria militară germană (Feldgendarmerie) erau pline de informații cu privire la execuții și jafuri și despre modul de acțiune neorganizat al românilor și conchideau că „soluționarea problemei evreiești de către români în regiunea dintre Nistru și Nipru a fost dată pe mâini necorespunzătoare”. În darea de seamă care a rezumat primele cinci rapoarte ale "grupului SS exterminator D" (Einsatzgruppe D), trimisă la 30 octombrie 1941 ministrului de externe al Germaniei Ribbentrop, comandantul poliției de securitate și al serviciului de securitate (Chef der Sicherheitspolizei und des SD) relata: „Modul în care românii se comportă cu evreii este complet lipsit de metodă. Nu am avea nimic de reproșat numeroaselor execuții dacă pregătirile tehnice și execuțiile ar fi suficient de corecte. În general, românii lasă cadavrele celor uciși pe locul în care au fost împușcați, fără să le îngroape.”
În iunie 1942, Mihai Antonescu, în numele lui Ion Antonescu, a reacceptat, în convorbiri secrete cu trimișii lui Himmler din Sicherheitspolizei, soluția finală în România, adică deportarea tuturor evreilor români, cu foarte mici excepții, în lagărul de exterminare Belzec din Polonia unde, conform planului german, urmau să fie gazați și cadavrele incinerate într-un ritm de 2.000 pe zi. În afară de 17.000 de evrei găsiți „utili” economiei naționale sau cu drepturi excepționale, întreaga minoritate evreiască din România (în mai 1942 de 292.149 suflete; recensământul a fost organizat în acest scop), urma să fie exterminată în circa 140 de zile. La 13 octombrie 1942, aplicarea planului a fost suspendată de partea română, care a ajuns la concluzia că interesele germane și cele române nu mai coincideau respectiv, că armata română urma să fie măcinată la Stalingrad și că, în pofida tuturor sacrificiilor materiale (alimente, petrol, materii prime) și umane ale românilor, Hitler nu intenționa să le retrocedeze Transilvania de Nord.
Guvernanții români s-au străduit să-i inducă în eroare pe reprezentanții puterilor occidentale privind ordinele speciale de curățarea terenului. La 30 iunie 1941, decanul corpului diplomatic din București și nunțiu apostolic, monseniorul Andrea Cassulo, a cerut o audiență urgentă la Antonescu pentru a protesta contra samavolniciilor față de evrei și a cere clemență. Ambasadorul Statelor Unite la București, Franklin Mott Gunther, primit în audiență de Ion și Mihai Antonescu, a protestat față de atrocitățile antievreiești. La 4 noiembrie 1941, el a raportat Ministerului de Externe de la Washington: „Am atras atenția permanent și insistent celor mai de seamă autorități române cu privire la reacția inevitabilă a guvernului meu și a poporului american față de un astfel de tratament inuman și chiar ucideri nelegiuite de oameni nevinovați și lipsiți de apărare, descriind pe larg atrocitățile comise contra evreilor din România. Observațiile mele au trezit în mareșalul Antonescu și la premierul interimar Mihai Antonescu exprimarea de regrete pentru excesele comise „din greșeală” sau de „elemente iresponsabile” și (promisiuni) de moderație în viitor... Programul de exterminare sistematică continuă totuși și nu văd vreo speranță pentru evreii români, atâta timp cât actualul regim... va rămâne la putere."
Politicieni și intelectuali români marcanți - înfruntând riscuri serioase - au protestat sau au intervenit pentru îndulcirea sau anularea unor ordine draconice. Spre exemplu, intervenția reginei mamă, Elena, împreună cu Patriarhul Nicodim Munteanu, pentru oprirea deportării evreilor bucovineni în Transnistria și repatrierea orfanilor (rabinul dr. David Safran, trimis de Rabinul Șef al Cultului Mozaic din România a cerut sprijinul Patriarhului I.P.S.S. Nicodim Munteanu și a rămas impresionat de înțelegerea și compasiunea prelatului: „Știu tot, fiul meu drag, aseară mi-a telefonat eminența sa Andrea Cassulo... Misiunea... onorează credința iudaică și crucea care a fost pângărită...Voi fi astăzi la M.S. Elena și la conducătorul Statului. Misiunea mea este să apăr”). Intervenția lui Iuliu Maniu din 1942, la cererea liderului evreu Willy Filderman, l-a înfuriat pe mareșalul Antonescu, care era ferm decis să termine cu evreii. În nota sa prezentată la 31 august 1942 Consiliului de Miniștri, Antonescu spunea: „Să se publice structura orașelor pentru ca să vadă și țara cât era de compromisă și de amenințată viața economică și dezvoltarea spirituală din cauza ticăloșiei politicianiste iudeo-masonice, a căror exponenți erau partidele „naționaliste” din Transilvania și Regat. Dacă voiu lăsa moștenitorilor regimului aceeași situație, voi face și regimul meu părtaș la această crimă. Voiu trece peste toți și peste orice greutate pentru a purifica nația de această neghină. Voiu înfiera la timp pe toți acei care au venit – ultimul dl. Maniu – și vor veni să mă împiedice a răspunde dorinței majorității imense a acestei nații... Să se publice integral această rezoluție a mea odată cu publicarea statisticei și memoriului de față. Publicarea până la 10 septembrie.
De teama judecății puterilor democratice, care de la sfârșitul anului 1942 au avertizat că vor pedepsi cu asprime state și conducători care au luat parte la exterminarea populației civile, Mihai Antonescu, cu aprobarea lui Ion Antonescu, a inițiat o vastă acțiune secretă de falsificare, sustragere și înlocuire de documente incriminatorii pentru a minimaliza răspunderea regimului pentru crimele comise împotriva evreilor din România și Ucraina. Documentele false urmăreau să arunce vina în primul rând, pe germani și pe legionari, pentru execuțiile în masă comise de armată și jandarmerie la Iași, în Basarabia și în Ucraina. Falsificarea documentelor urmărea nu numai problema evreiască, ci și absolvirea post-factum a regimului de cealaltă mare crimă, înfeudarea țării intereselor germane, participarea la război dincolo de obiectivul național just al României - eliberarea celor două provincii românești ocupate de URSS în iunie 1940 -, și de uriașele pierderi umane și materiale ale României într-un război inutil și lipsit de glorieH. Echipa principală de falsificatori de documente a operat la ministerul de externe, dar fenomenul s-a înregistrat și la ministerul de interne și în special la Marele Stat Major.I
Rezultatele ordinelor speciale de curățarea terenului au fost următoarele:
- În general, România nu a predat evrei Germaniei pentru exterminare.
- Crimele și pogromurile antievreiești de pe teritoriul aflat sub administrația statului român au fost rezultatul acțiunilor unor cetățeni români.
- Cu excepția Pogromului de la Dorohoi și a câtorva cazuri izolateJ, marile acțiuni antievreiești (pogromuri, deportări, masacre, „munca în folos obștesc” etc.) au fost „dictate de sus”, fie de comandamentul Mișcării Legionare (Pogromul de la București), fie de guvernul antonescian.
- În pofida masacrelor și a prigoanei, situația finală a cetățenilor de etnie evreiască în România a fost mai blândă decât în țările vecine (Ungaria, Polonia, Ucraina, Grecia, IugoslaviaK) sau mai îndepărtate (Franța, Olanda, Norvegia, Germania, Italia, Austria, Cehoslovacia, Țările Baltice). Evrei străini sau din Transilvania de Nord și-au salvat viața trecând în 1944 în România.

Au fost români care, riscându-și conștient viața, au acordat ajutor evreilor persecutați. Cu mici excepții (Viorica Agarici, acad. prof. Raoul Șorban), ei au fost ignorați de statul român. 55 dintre ei au fost distinși de Israel cu „Cetățenia de onoare” și cu titlul, diploma și medalia „Drept între popoare”.

#### Genocidul și deportarea romilor în Transnistria în1942

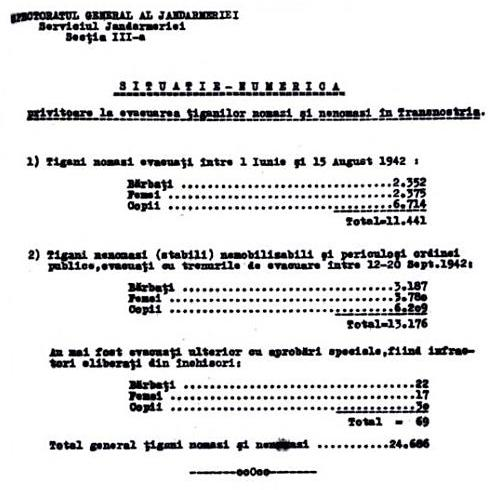
Raportul Inspectoratului Jandarmeriei - Evacuarea țiganilor în Transnistria

Situația romilor nu a fost mai blândă. În 1942, Antonescu a ordonat deportarea în Transnistria a 24.617 de cetățeni români de etnie romă, dintre care peste 11 000 au fost dați dispăruți și numai jumătate au supraviețuit și au reușit să se reîntoarcă în România. Pentru deportarea romilor în Transnistria nu s-a mai folosit - ca în cazul evreilor - pretextul de comunism sau activități subversive pro-sovietice, ci etichetarea întregii minorități rome ca nomazi și „nemobilizabili și periculoși ordinei publice.”
Deportarea a fost executată de Jandarmeria română (Inspectoratul General al Jandarmeriei) de sub comanda generallilor Constantin (Piki) Vasiliu și Constantin Tobescu și s-a executat în două tranșe:
1. 11 441 „țigani nomazi [143]evacuați între 1 Iunie și 15 August 1942”,
2. 13 176 „țigani nenomazi (stabili) nemobilisabili și periculoși ordinei publice, evacuați cu trenurile de evacuare între 12-20 Sept.1942”
3. Au mai fost și 69 de romi, dintre care 30 de copii, „evacuați ulterior cu aprobări speciale, fiind infractori eliberați din închisori”, în total, țigani nomazi și nenomazi, 24 686 de bărbați, femei și copii, familii întregi.[144]

Despre condițiile menite să ducă la exterminarea acestei minorități, inaniție, frig, epidemii, vezi cercetările lui  Viorel Achim, ș.a.

## Procesele și moartea

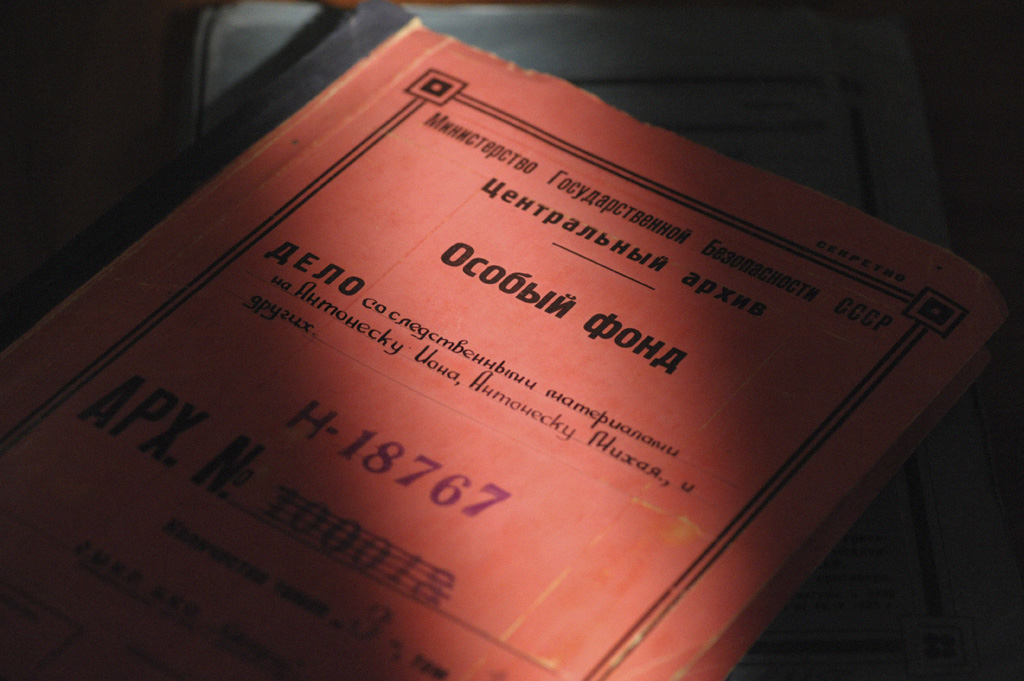
Dosarul lui Ion Antonescu din arhivele FSB.

Anul Nou 1944 a adus Armata Roșie la granițele României. Față cu dezastrul apropiat și  inevitabil Mareșalul a publicat următorul Ordin de zi
„ Ordinul de zi nr. 219 al Mareșalului Ion Antonescu către Armată, cu prilejul anului nou 1944 - fragment:
 
Iubiți ostași,
Stați cu fruntea sus în fața faptelor voastre, a acelora care vă amenință și a Aceluia care de sus vă judecă, ne pedepsește drept și la timp pe toți.
Lupta voastră este dreaptă.
Fapta voastră în ținuturile ocupate și prin locurile călcate a fost blândă și omenească.
Nimeni pe unde ați trecut nu a fost jefuit și nu a fost lovit. Omul pentru noi este om, ori din ce nație ar fi el și oricât de rău ne-ar face el.
Toți acei cari au fost găsiți în calea noastră au fost ajutați și au fost ocrotiți ca oameni.

Noi nu am deportat pe nimeni și voi nu ați înfipt pumnalul în pieptul nimănui. În temnițele noastre nu au fost aruncați și nu zac oameni nevinovați. Credința tuturor și crezul politic al fiecăruia au fost respectate. Nu am dezrădăcinat nici oameni, nici familii din așezările lor, pentru interesul nostru politic sau național.”—Mareșal Ion Antonescu
La 23 august 1944, regele Mihai I l-a arestat și l-a demis prin decret regal pe Ion Antonescu, prim-ministru al României și a restaurat Constituția din 1923. Acțiunea de înlăturare a lui Antonescu fusese plănuită pentru 26 august 1944, dar ea a trebuit devansată, ca urmare a cererii de audiență la palat a mareșalului.
După arestarea sa, Ion Antonescu a fost predat inițial comuniștilor, apoi de către aceștia rușilor. A fost deținut timp de aproape doi ani în URSS, mai întâi într-o vilă de stat sau casă de vânătoare în împrejurimile Moscovei, la Galițin, apoi în închisoarea Lubianka din Moscova, sediul securității sovietice, după care a fost readus în România pentru a fi judecat. Condamnat la moarte la 17 mai 1946 de Tribunalul Poporului din București, a fost executat prin împușcare la Jilava la 1 iunie 1946, alături de foștii săi colaboratori, criminalii de război Mihai Antonescu, fost ministru de externe și vicepreședinte al consiliului de miniștri, generalul de jandarmi degradat Constantin Z. Vasiliu, fost comandant al Jandarmeriei și subsecretar de stat la Ministerul de Interne (3 ianuarie 1942 - 23 august 1944) și Gheorghe Alexianu, fost guvernator al Transnistriei. Avocații lui Antonescu la proces au fost Constantin Paraschivescu-Bălăceanu și Titus Stoica. Ion Antonescu și-a comandat singur momentul execuției, ridicând pălăria.
Tribunalul Poporului din București a pronunțat 13 sentințe de condamnare la moarte, dintre care 3 condamnați au fost grațiați cu comutarea pedepsei în închisoare pe viață și 6 condamnați in absentia, care nu și-au mai executat pedeapsa.

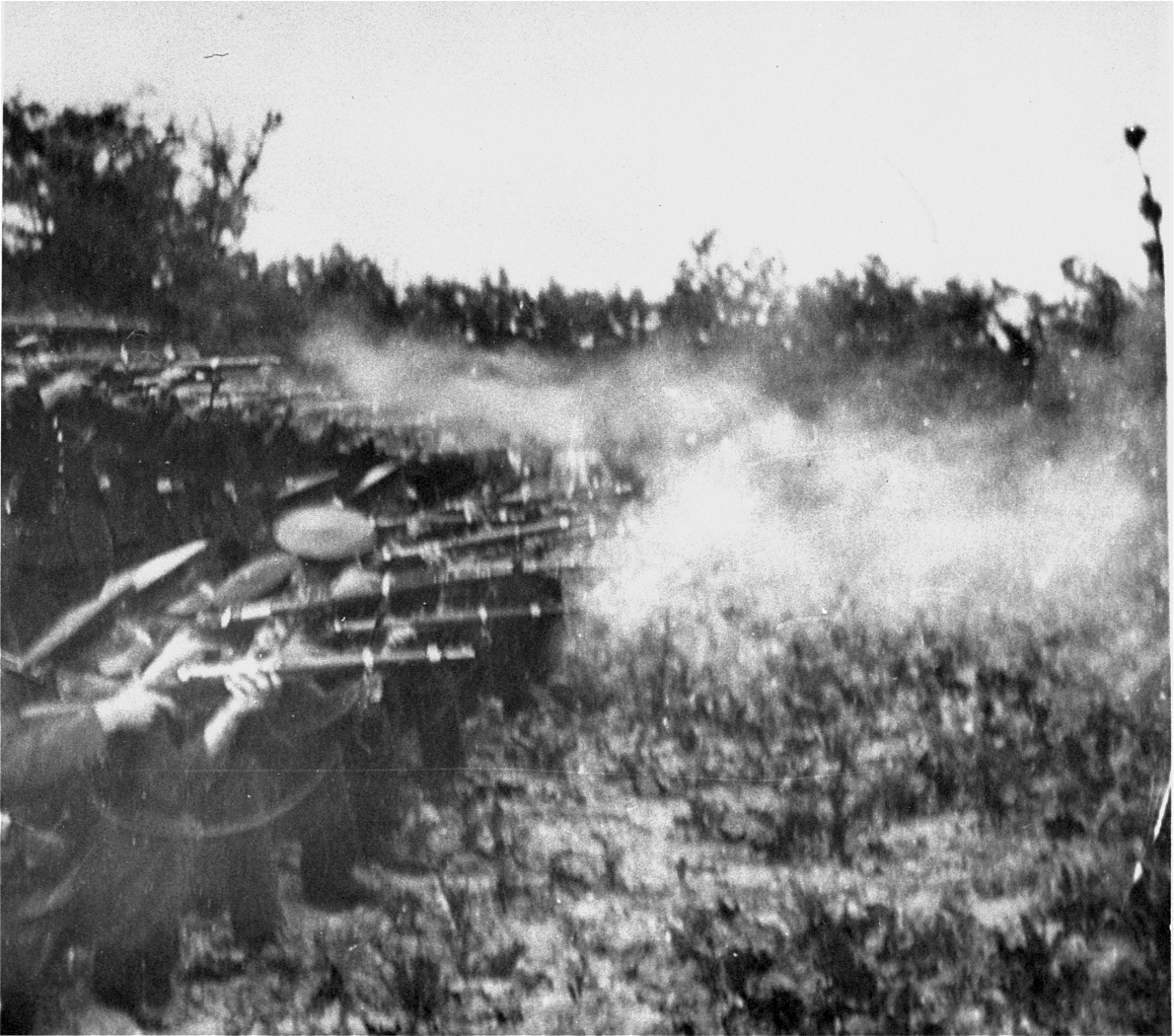
Execuția lui Ion Antonescu

Sentința din 17 mai 1946 a fost contestată în anul 2006 și reconfirmată, cu anumite amendamente, de Curtea de Apel București la 5 decembrie 2006.
În urma recursului intentat de Parchetul de pe lângă Înalta Curte de Casație și Justiție procesul a fost rejudecat la Înalta Curte de Casație și Justiție care, la 6 mai 2008 a anulat sentința Curții de Apel București și a respins definitiv cererea de revizuire a sentinței date de Tribunalul Poporului din București, din 17 mai 1946.

## Vederile ideologice ale lui Antonescu

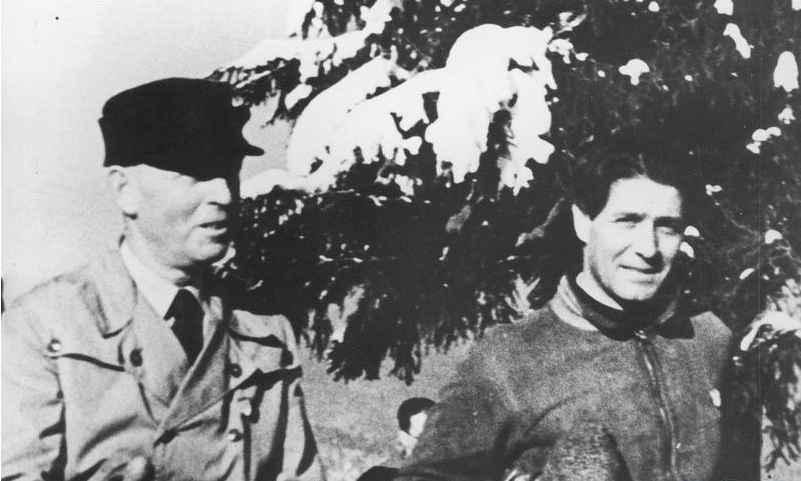
Colonelul Antonescu și Căpitanul Corneliu Zelea Codreanu, la schi în 1935

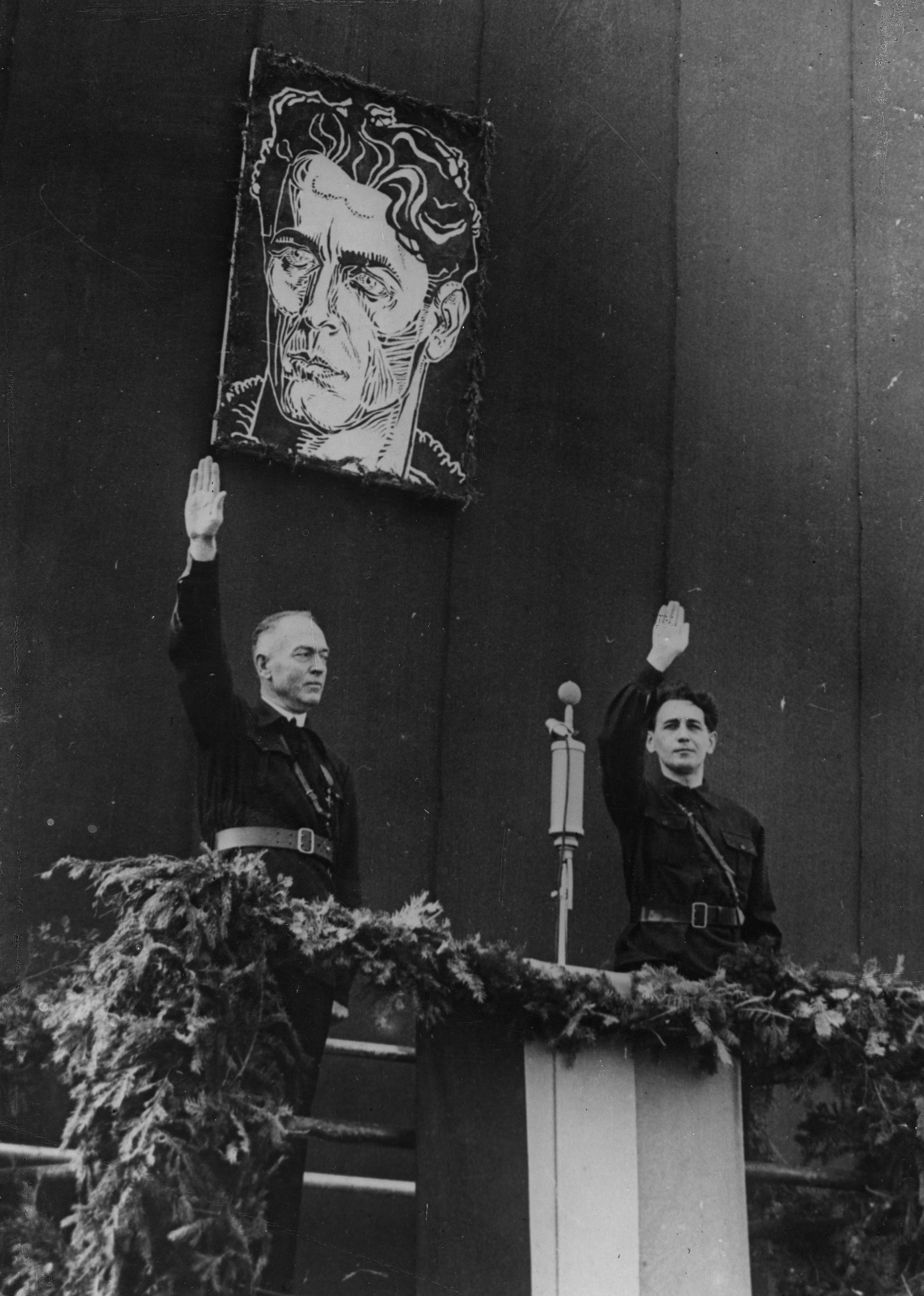
Ion Antonescu și Horia Sima în uniforme legionare, salutând cu salutul fascist, sub portretul lui Corneliu Zelea Codreanu, la o manifestație a Gărzii de Fier, 6 octombrie 1940

În privința orientării politice, Antonescu nu a fost un doctrinar. Plin de contradicții, el s-a situat pe poziții nete de extremă dreaptă, preluate ca atare de la legionari. În octombrie 1942, într-o scrisoare către C. I. C. Brătianu, Antonescu critica vehement atât acceptarea condițiilor Congresului de Pace de la Berlin, ca urmare a Războiului de Independență (1877-1878), cât și acceptarea semnării tratatului de pace din 1919: ...„jidani, care împreună cu englezii și americanii, au dictat pacea”(din 1919) ... și că Ion C. Brătianu a fost nevoit să primească (în 1878) condiția înjositoare a acordării de drepturi cetățenești evreilor, ...„datorită căreia s-a jidovit țara și s-a compromis economia românească și puritatea rasei noastre”...  „El (Brătianu) ... a provocat decăderea morală a României prin capitularea în fața evreilor și a francmasonilor, care și-a căpătat expresia prin instaurarea sistemului democrat-liberal, ce a acordat drepturi tuturor.” . Pentru Antonescu, evreii, francmasonii, comuniștii, rușii, sistemul democrat și liberal constituiau un amalgam, dușmanul care trebuia nimicit, ca o cerință impulsivă, ventrală, în afară de logică, explicații sau motive. Antonescu declara la 7 martie 1941: ...„Principiul e că ce este român îl instalez în Bucovina: ce este străin, ucrainean etc. îl punem în lagăre și de acolo îl expediem în țările slave.  (...)Domnilor, să aveți înaintea dumneavoastră necesitatea pentru acest neam de a profita – în acest dezastru – ca să se purifice, să devină omogen. Suntem fără milă. Nu mă gândesc la om; mă gândesc la interesele generale ale neamului românesc, care ne dictează să nu mai fim îngăduitori cum am fost până acum și datorită cărui fapt suntem azi împestrițați cu atâția străini care ne-au făcut cel mai mare rău.” 
Mareșalul s-a declarat adept al „Căpitanului” (Corneliu Zelea Codreanu), iar la 6 octombrie 1940, ca prim ministru al statului național-legionar, îmbrăcat în cămașă verde cu diagonală (uniforma legionară) și salutând cu salutul fascist, Antonescu a depus jurământul legionar ca membru al Mișcării Legionare.
Unii autori contestă că Ion Antonescu a fost un dictator fascist. Istoricul Florin Constantiniu prezintă guvernarea antonesciană ca o „dictatură moderată” datorită comunicării intense cu liderii fostelor partide politice, incomparabilă cu regimul existent în Germania celui de-al Treilea Reich, în Italia fascistă sau în Uniunea Sovietică. Comparativ cu Hitler, Stalin și Mussolini poate fi considerat un „dictator moderat”.
Enciclopedia Britanică apreciază că „administrația sa a permis o anumită libertate pentru criticii opoziției”.
Simpatiile mareșalului au fost filoengleze și filofranceze în perioada în care a fost atașat militar la Londra și Paris și filogermane după întâlnirile cu Hitler. Antonescu i-a declarat lui Hitler că pe el „nu-l interesează ideologiile, ci interesele superioare ale patriei sale”, dar această poliță a rămas fără acoperire, dacă se are în vedere obediența sa față de ordinele Führerului, prin subordonarea economiei, politicii externe și interne (față de minorități), precum și a armatei române, intereselor germane.
Antonescu avea un comportament sinusoid. De ordinele pe care le dădea la furie, dimineața, adesea se dezicea seara, fie că era vorba de masacre de evrei sau de romi, fie că interzicea cetățenilor să iasă din casă în cămașă în miezul verii (vara lui 1941), fie că pretindea pietonilor să circule pe trotuare cu sens unic, fie că decreta felul în care le era permis femeilor să meargă pe bicicletă și cu ce lungime de fustă. Se zvonea că suferea de boli cronice. Istoricul Ioan Scurtu amintește un fapt cert: la un moment dat, Antonescu „a ieșit din circuitul public o bună bucată de timp, în 1943.” Istoricul militar Mihail Ionescu îl cita pe Gheorghe Magherescu, ofițer din anturajul lui Antonescu în perioada 1940-1944: „acesta mi-a spus că suferea de malarie, dar că doctori plasați de mișcarea legionară pe lângă Antonescu ar fi încercat să utilizeze tratamentul cu bismut pentru a-l lichida. De aici” (spunea el încercând să apere memoria fostului șef) „legenda că Mareșalul ar fi suferit de sifilis.” Magherescu lăsa să se înțeleagă că tratamentul cvasiidentic aplicat și sifilisului și malariei a putut da naștere mitului unui Antonescu sifilitic.
Potrivit istoriei medicinei, în acea perioadă malaria nu se trata cu bismut, tratamentul de preferință era chinina, completat cu plasmokina și atebrina (produse Bayer). Injecțiile cu bismut se administrau la tratarea sifilisului terțiar, cerebral, deși provocau intoxicări cronice (bismutoză). Tot ca tratament antisifilitic se folosea malarioterapia - infestarea indusă cu malarie care, prin șocurile hipertermice periodice pe care le provoca, avea potențialul să omoare spirochetele sifilitice sensibile la temperaturi de peste 400 Celsius. Aceste trei boli împreună (sifilis, malarie, bismutoză) și fiecare separat ar fi fost suficiente pentru a limita activitatea normală a unui conducător de stat.
Istoricul, politicianul și publicistul Alex Mihai Stoenescu, în cartea sa „Armata, Mareșalul și evreii” (1998), respinge ipoteza legată de presupusul sifilis punând la îndoială competența și corectitudinea medicilor care l-au tratat pe Mareșal: „Este o ipoteză pe care au lansat-o medicii în primul rând. ...Fiind vorba de dictatorul Antonescu, s-a folosit și acest amănunt pentru a justifica cumva reacțiile lui între care unele sunt într-adevăr de neînțeles sau reprezintă erori foarte grave. Consecințele unora dintre ele le tragem și astăzi.”

## Greșelile militare ale lui Ion Antonescu
Gheorghe Barbul, colaborator apropiat al lui Ion Antonescu, într-un articol publicat în periodicul Lupta din Paris, în 1991 scoate în evidență  greșelile [militare] ale lui Ion Antonescu. „Prima și principala lui greșeală a fost că a dorit și a crezut în victoria Germaniei asupra Uniunii Sovietice. Pentru el, această victorie era indispensabilă viitorului României. N-a intrat în război pentru eliberarea Basarabiei - ea ne-ar fi revenit implicit - ci pentru înfrângerea comunismului, singurul lui dușman...
A doua greșeală a lui Antonescu a  fost că n-a impus din timp, din primăvara lui 1944, după ruperea frontului pe Pripet, retragerea trupelor româno-germane pe linia Focșani-Nămoloasa-Galați. În acest caz, linia ar fi fost impenetrabilă. Când s-a hotărât, în sfârșit, la 20 august 1944, era prea târziu, mai ales din cauza defecțiunilor suspecte constatate pe front.”
Ion Anonescu a greșit ca strateg militar România neavând capacitățile umane și industrial-militare să ducă un război cu Aliații, ca politican (de facto fiind dictatorul României) a greșit declarând război Aliaților (ex. Finlanda nu a aderat la Pactul Tripartit și Puterile Axei), știind că Germania a decis împărțirea țării de către URSS, Ungaria (vezi Dictatul de la Viena, Pactul Ribbentrop-Molotov). În final s-a dovedit a fi un „[..] slab om politic, strateg îndoielnic, obsedat de cucerire și criminal [..].”

## Campania de reabilitare a lui Antonescu
Primele încercări de reabilitare a lui Antonescu și a regimului său, încă din 1946, au folosit ocultarea documentelor și surselor care nu corespundeau noii linii oficiale și popularizarea selectivă și distorsionată a datelor istorice - metodologie utilizată de autoritățile române, cu colaborarea unor politicieni, istorici și ziariști, timp de peste o jumătate de secol. Pentru reabilitare au acționat două grupuri de interese, aparent contradictorii, care s-au reunit ulterior eliminării lui Ceaușescu:
A. Comuniștii - numit prim-ministru la 5 septembrie 1940 de regele Carol al II-lea prin decret regal, Antonescu a fost demis la 23 august 1944 în mod legal, tot prin decret regal, și arestat de regele Mihai I cu sprijinul Blocului Național Democrat (a nu se confunda cu Blocul Partidelor Democrate) și al unor ofițeri superiori (generalii Aldea, Sănătescu ș. a.). În încercarea liderilor comuniști de a-și amplifica rolul jucat de ei la răsturnarea regimului antonescian (la acea dată PCR avea circa o mie de membri), acest act a devenit - în interpretările propagandistice - lovitură de stat, în care comuniștii ar fi avut rolul principal. Ceilalți participanți, Iuliu Maniu, Constantin I.C. Brătianu etc., au fost arestați în anul 1947, iar ziua de 23 august a fost declarată sărbătoare națională. Pasul următor a fost estomparea Holocaustului, devenit secundar prigoanei contra comuniștilor (vezi interviul acordat de președintele Ion Iliescu ziarului israelian „Ha’aretz” din 25 iulie 2003: „Holocaustul nu a fost numai pentru populația evreiască în Europa. Mulți alții au fost uciși în acelaș fel, inclusiv polonezii (...) În România de sub naziști evreii și comuniștii au fost tratați la egalitate” (engleză : “The Holocaust was not unique to the Jewish population in Europe. Many others were killed in the same manner, including Poles,” Iliescu said. He absolved the Romanian people from any responsibility for the murder of Jews that took place in Romania during WWII, adding: “In Romania under the Nazis, Jews and Communists were treated equally”), ca act al luptei de clasă și nu unul de purificare etnică. Romii nu erau luați în considerare.
B. Foștii colaboratori cu regimul lui Antonescu, și profitorii, îmbogățiții din surse oculte (jefuirea sistematică a evreilor), care au ocupat și în regimul comunist poziții în presă și alte posturi, de unde, cu îngăduirea tacită a autorităților, influențau opinia publică (vezi cazul Radu Lecca).[K]
Situat în vârful piramidei, Antonescu nu a ucis și nu a jefuit personal. Ordinele i-au fost executate ad litteram, sau amplificate, de cohorte de colaboratori recrutați din toate straturile societății. Istoricul Radu Ioanid menționează că foarte puțini fasciști români implicați în Holocaust au fost arestați și judecați și niciunul nu a mai fost executat ulterior lui Antonescu, explicația constând în dorința autorităților de a oculta un trecut jenant, cât și în relațiile tensionate cu evreii supraviețiutori ai Holocaustului, deciși să emigreze în Israel, precum și cu acei lideri ai lor care aveau vederi liberale.
Guvernul României, împreună cu Comisia Aliată de Control, conform art. 14 din Pactul de Armistițiu cu România. a anchetat aproximativ 2.700 de acuzați de crime de război. Comisia de anchetă a stabilit că existau dovezi suficiente pentru a trimite la parchet cam jumătate din cazuri pentru crime de război, crime împotriva păcii și crime împotriva umanității. Tribunalele Poporului au condamnat 668 persoane, dintre care 113 la moarte, peste 200  la închisoare pe viață și au pronunțat și alte sentințe. Dintre cei judecați și condamnați în contumacie, majoritatea nu și-a ispășit pedeapsa niciodată.
Unora dintre condamnații la pedeapsa capitală li s-a comutat sentința la închisoare pe viață. O parte dintre condamnații pentru crime de război au fost eliberați în baza unui decret din 1950, iar restul au fost eliberați ca „reeducați social”, între 1962 și 1964, prin amnestiere. Suspecții de crime de război detectați ulterior nu au mai fost anchetați sau judecați.
Reabilitarea lui Antonescu s-a produs simultan și comunicant cu denigrarea și cu înăsprirea tratamentului față de unii dintre principalii săi acuzatori potențiali, victimele Holocaustului din România. Antisemitismul ocult al conducătorilor comuniști, sprijinit de cel stalinist s-a exprimat indirect, dar eficient. Regimul comunist instaurat în România postbelică a garantat prin constituție emanciparea tuturor etniilor. În realitate, antisemitismul - interzis prin lege - a îmbrăcat forme noi. „Dictatura proletariatului” a acționat cu asprime față de «elementele burghezo-moșierești», neproletare, «cu origine nesănătoasă», «cosmopolite», «cu rude în străinătate» etc ca formau majoritatea evreilor din România.
Primul ziar suspendat de comuniști, în februarie 1945, a fost „Curierul israelit”, iar redactorul șef, Wilhelm Filderman, președintele comunităților evreiești în timpul războiului și fost deportat în Transnistria, a fost arestat. În 1948 au fost expulzați din România câțiva conducători evrei, între care W. Filderman, judecat și condamnat în contumacie, marele rabin Alexandru Șafran, șef-rabinul evreilor din România. În 1953 și 1954 au fost arestați și condamnați, sub diverse acuzații, liderii evrei A. L. Zissu și Jean Cohen. Au urmat procesele antisioniste care s-au desfășurat în tribunale militare, fără avocați, procurorii refuzând probele cu martori. Inculpații erau aduși în fața instanței după „pregătiri speciale”, siliți prin tortură și înfometare să semneze mărturii mincinoase, în care recunoșteau cele mai abominabile crime „împotriva poporului român și împotriva socialismului”. Sentințele au fost deosebit de dure, cu termene de între 6 și 25 ani de temniță grea. Președintele completului de judecată a fost generalul Alexandru Petrescu, care în anii 1940-1941, fiind locotenent-colonel, a condamnat la moarte evrei din Cernăuți și i-a trimis la moarte pe Romulus Kofler și Emil Calmanovici (Kalmanowitz) sau l-a condamnat la muncă silnică pe viață pe Herbert „Belu” Zilber. (vezi și Situația cetățenilor români de etnie evreiască în regimul comunist)

### TezeleluiCeaușescușiumanismul socialist
România anilor 1948-1953 s-a caracterizat printr-o etapă anticulturală de regres pentru istoriografia română, atât pe plan interpretativ, cât și documentar. Florin Müller, căruia îi aparține această caracterizare, vorbește de o „istoriografie declasată intelectual, marcată aproape ireversibil de înapoiere și desincronizare de la cercetarea istorică mondială”.
Această activitate empirică a dobândit sub Nicolae Ceaușescu o bază teoretică începând cu Tezele din iulie („Propuneri de măsuri pentru îmbunătățirea activității politico-ideologice, de educare marxist-leninistă a membrilor de partid, a tuturor oamenilor muncii”) din 6 iulie 1971 și continuând cu Tezele de la Mamaia din 1982. Sub denumirea umanism socialist, Ceaușescu a impus expansiunea unei propagande cu caracter militant-revoluționar și realist-socialist (de fapt maoist, neostalinist) în artă, istorie etc. Aceste teorii, care permiteau și impuneau distorsionarea datelor istorice, cuprindeau o revenire la protocronism (dacologie, accentuarea prelucrată a valorilor antice, dacice, ale poporului român, curent care se află la baza naționalismului cultural,) la un naționalism socialist care reabilita selectiv personalități din viața culturală și politică, care fuseseră puse la index, ca Nicolae Iorga (într-un alt discurs al lui Ceaușescu din iulie 1971) și Antonescu (inclusiv titlul de conducător), ca precedent istoric util pentru cel care se pregătea să devină viitorul “conducător” și se autoprezenta ca apărător al tradiției și valorilor românești, un pas pe calea spre cultul personalității.
Profesorul miliardar Iosif Constantin Drăgan, care a făcut avere în Italia din afaceri cu gaz, simpatizant cu fascismul, Garda de fier și Antonescu și sponsor important al activităților neofasciste și de extremă dreaptă din România de după 1989, a scris o serie de lucrări de pe poziții protocroniste (de ex. Noi, Tracii!). A devenit un colaborator semioficial al lui Ceaușescu, care i-a facilitat accesul la documente inedite despre Antonescu, în baza cărora a publicat o lucrare apologetică în patru volume despre mareșal și regimul său (publicată în propriile sale edituri).

### Cercetarea istoriei după decembrie 1989
Academicianul Florin Constantiniu a scris în O istorie sinceră a poporului român: „În atâtea cazuri, păcatele de azi sunt păcatele de ieri, repetate, agravate, tocmai pentru că au fost ascunse, iar istoricii, de teamă că li se va reproșa lipsa de patriotism, au preferat să tacă”.
„Ne-am obișnuit deja cu interminabilele piruete pe care le face conștiința românească pentru a evita o confruntare autentică cu aspectele (mai mult decât) incomode ale trecutului său politic. Au devenit perfect familiare figurile de cadril impuse pentru menținerea bon ton-ului cultural autohton, adică a sentimentului festiv și confortabil că în cultura română lucrurile au stat în fond foarte bine, personalitățile sale tutelare fiind totdeauna luminoase și, în fond, inocente, nicidecum virulente sau resentimentare, nicidecum responsabile...” (Adrian-Paul Iliescu,)
În acest context, istorici și jurnaliști evrei din România s-au mobilizat la adunarea și arhivarea documentelor și a mărturiilor supraviețuitorilor atât din timpul Holocaustului, cât și din anii premergători, ca un monument funerar și o obligație postumă față de o etnie decimată. Încă din 1945, Marius Mircu (primul jurnalist care, după al doilea război mondial, a scris despre Pogromul de la Dorohoi, Pogromul de la Iași și lagărele din Transnistria) și Maier Rudrich au început să adune mărturii direct de la sursă. În anii 1946-1948 Matatias Carp a publicat un tom voluminos, întitulat Cartea Neagră, studiu detaliat despre diferitele faze ale holocaustului.
„Toate societățile (statale) post-comuniste se găsesc în fața dilemei majore a modului de a se confrunta cu trecutul lor traumatic. O democrație funcțională nu se poate baza pe minciuni, negare și amnezie. România ieșită din comunism (în 1989) a adoptat un regim hibrid quasi-democratic, condus de foști comuniști...”(Vladimir Tismăneanu).
Campania de reabilitare a lui Antonescu, a fost preluată de  specialiști în manipularea opiniei publice, foști colaboratori ai lui Ceaușescu, de la senatorul, poetul și publicistul de stânga Adrian Păunescu și până la publiciști și politicieni de extremă dreaptă, ca fondatorul și președintele Partidului România Mare (PRM) și discipol al lui Eugen Barbu, Corneliu Vadim Tudor (fost poet de curte al familiei Ceaușescu, vezi: Antologia rușinii), istoricul Gheorghe Buzatu, senator PRM și alții.
Pentru a crea un «brand Antonescu», specialiștii s-au folosit de metode profesioniste, uneori bazate pe date provenite din biroul de ștergere de urme și măsluire a istoriei din cadrul Ministerului Afacerilor Externe condus de Mihai Antonescu, prezentând un produs purificat, distilat, reconstituit de la umanizare la martirizare și sanctificare. Mareșalul a fost prezentat ca:
-Omul de familie, iubitor de soție.
-Nu a fost sifilitic - „ipoteza legată de presupusul sifilis au lansat-o medicii în primul rând” (istoricul și publicistul Alex Mihai Stoenescu, în cartea sa din 1998 „Armata, Mareșalul și evreii”, vezi mai sus).
-Ctitorul de biserici
-Constructorul de sate moderne (un singur sat, Antonești, redenumit Poenarii Noi, comuna Corbeni) - printre satele distruse de inundații din primăvara lui 1941 au fost și comunele Arefu și Corbeni, de lângă Curtea de Argeș. „...Țăranii argeșeni și-au ațintit ochii spre București, deși știau că diriguitorii țării sunt ocupați cu războiul și, în plus, nu fuseseră aleși, nu aparțineau nici unui partid, deci nu aveau de dat socoteală electorală. Cu toate acestea, om al credinței și al respectului pentru țăranul român, Mareșalul Ion Antonescu, ...a ordonat... lui Mihai Antonescu, să refacă satul distrus, ...care „să fie un sat model, care să dea direcția dezvoltării rurale in România". Munca grea a fost executată gratuit de robii regimului - evreii și prizonierii de război. Cu toți banii și munca depusă, acest proiect grandoman a eșuat.
-Martirul - insinuarea că a fost judecat și condamnat, ca act de răzbunare, de un tribunal-marionetă sovieto-comunist, fiind unul dintre motivele cererii fiului profesorului Alexianu de rejudecare a procesului.
-Salvatorul de evrei (vezi cazul Radu Lecca,J) - Același Alex Mihai Stoenescu, în „Istoria loviturilor de stat din România”, sugerează o complicată conspirație ungaro-germano-britanico-americano-evreiască, cu scopul de a discredita România în ochii lumii. Stoenescu se bazează pe anchetele lui Mihai Antonescu conform cărora „se căutau, prin toate mijloacele, dovezi ale persecuției evreilor, că multe erau inventate, trucate sau mult exagerate și că ele erau imediat difuzate prin publicațiile germane pentru a arăta că România aplică programul nazist împotriva evreilor. Imaginile și informațiile — între care și diversiunea cu „masacrul de la Abator" — erau apoi preluate de presa britanică și americană, ilustrând aceeași temă defavorabilă României. Ancheta lui Mihai Antonescu a dus la ipoteza că întreaga acțiune este inițiată și condusa de Ungaria, cu scopul de a discredita România în ochii lumii.” De asemenea, au existat aprecieri din partea unor evrei, potrivit cărora Ion Antonescu a salvat evrei în timpul războiului, părere susținută și de istoricul Lucian Boia: „Da, mareșalul Antonescu a salvat evrei, și da, mareșalul Antonescu a trimis evrei la moarte.” Șimon Peres, fost președinte ale Israelului, a afirmat că în timpul celui de-Al Doilea Război Mondial, România a ajutat la salvarea a 400.000 de evrei.
Cu ocazia dezvelirii bustului lui Antonescu în fața unei biserici dintr-o piață centrală din București, sponsorizat de Iosif Constantin Drăgan - la a 55-a aniversare a execuției, în 2001, Corneliu Vadim Tudor a deplâns „...moartea martirului ... care i-a apărat pe evrei...”. Problema  bustului, în urma scandalului și protestelor stârnite în România și în străinătate, a fost rezolvată ulterior printr-o metodă specifică mentalității locale: a fost lăsat pe loc, dar ocultat sub o cutie de tablă. Răzvan Theodorescu, Ministrul Culturii, în replică la presiunile Comitetului Helsinki, a declarat: „Informațiile din scrisoarea Comitetului Helsinki nu se verifică” și că „statuile mareșalului Antonescu de la Sărmaș, Călărași și Jilava au fost demontate, iar cea din București a fost acoperită. Cât privește portretul din Palatul Victoria, acesta nu este expus într-un loc public.”
Conform istoricului Neagu Djuvara, în anii 1942-1943 mareșalul și-a modificat atitudinea față de minoritatea evreiască, refuzând permanent predarea evreilor români către germani. În plus, a favorizat salvarea unor evrei din Occident sau din Transilvania de nord ocupată de statul ungar. Gestul lui Antonescu din 1943 este puțin cunoscut în Occident și nu șterge cele petrecute în 1941.
Ordonanța de Urgență nr. 31, interzice organizațiile rasiste, fasciste și xenofobe și monumentele care onorau pe condamnații pentru crime contra umanității. Această ordonanță, care impune eliminarea busturilor și monumentelor lui Antonescu și redenumirea unor străzi, a stârnit dispute în presă, pe tema interzicerii cultului criminalilor de război. Conținând ambiguități, ordonanța putea fi manipulată și reinterpretată în sensul continuării campaniei de reabilitare a lui Antonescu. Primarul de Cluj, Gheorghe Funar, lider al PUNR, a refuzat să scoată bustul lui Antonescu din incinta primăriei. După anchete ale poliției și presiuni, bustul a fost plasat pe un domeniu particular.

## Decorații
- Ordinul „Virtutea Aeronautică” de război cu spade, în clasele Crucea de Aur cu prima și a doua baretă, Cavaler cu prima și a doua baretă, Ofițer și Comandor (3 decembrie 1941) „pentru curajul și exemplul servit tuturor aviatorilor și întregei armate. Pentru activitatea ce a desfășurat, deplasându-se tot timpul pe calea aerului, pentru conducerea și controlul operațiunilor, străbătând astfel, cu mari riscuri, spații aeriene brăzdate în toate sensurile de vânătoarea dușmană. Pentru felul cum, în cadrul operațiunilor generale de războiu, a condus acțiunea aeronauticei, încununând-o de glorie”[216]